# Biserica fortificată din Vulcan, Brașov

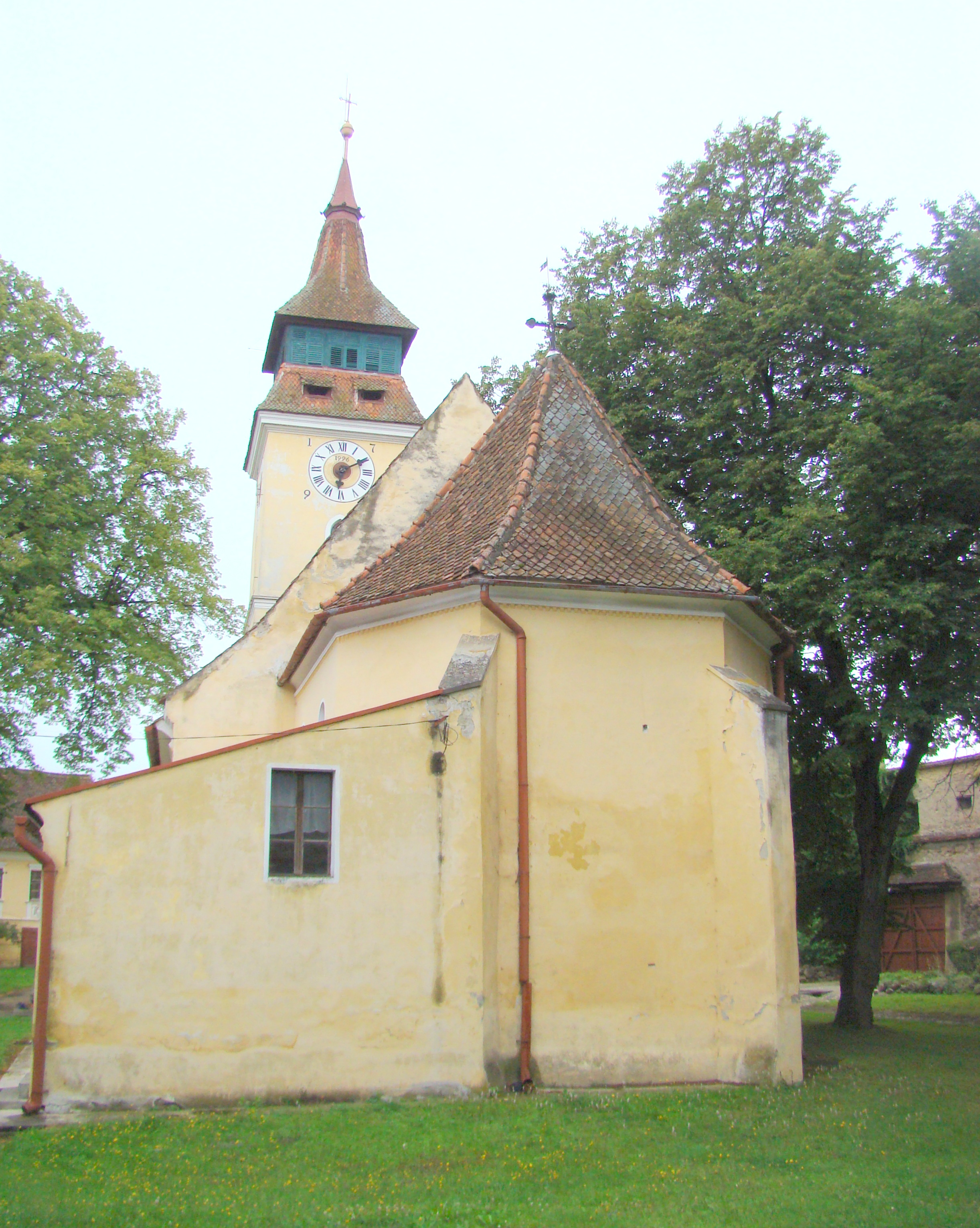
Biserica evanghelică fortificată din Vulcan, foto: august 2019.

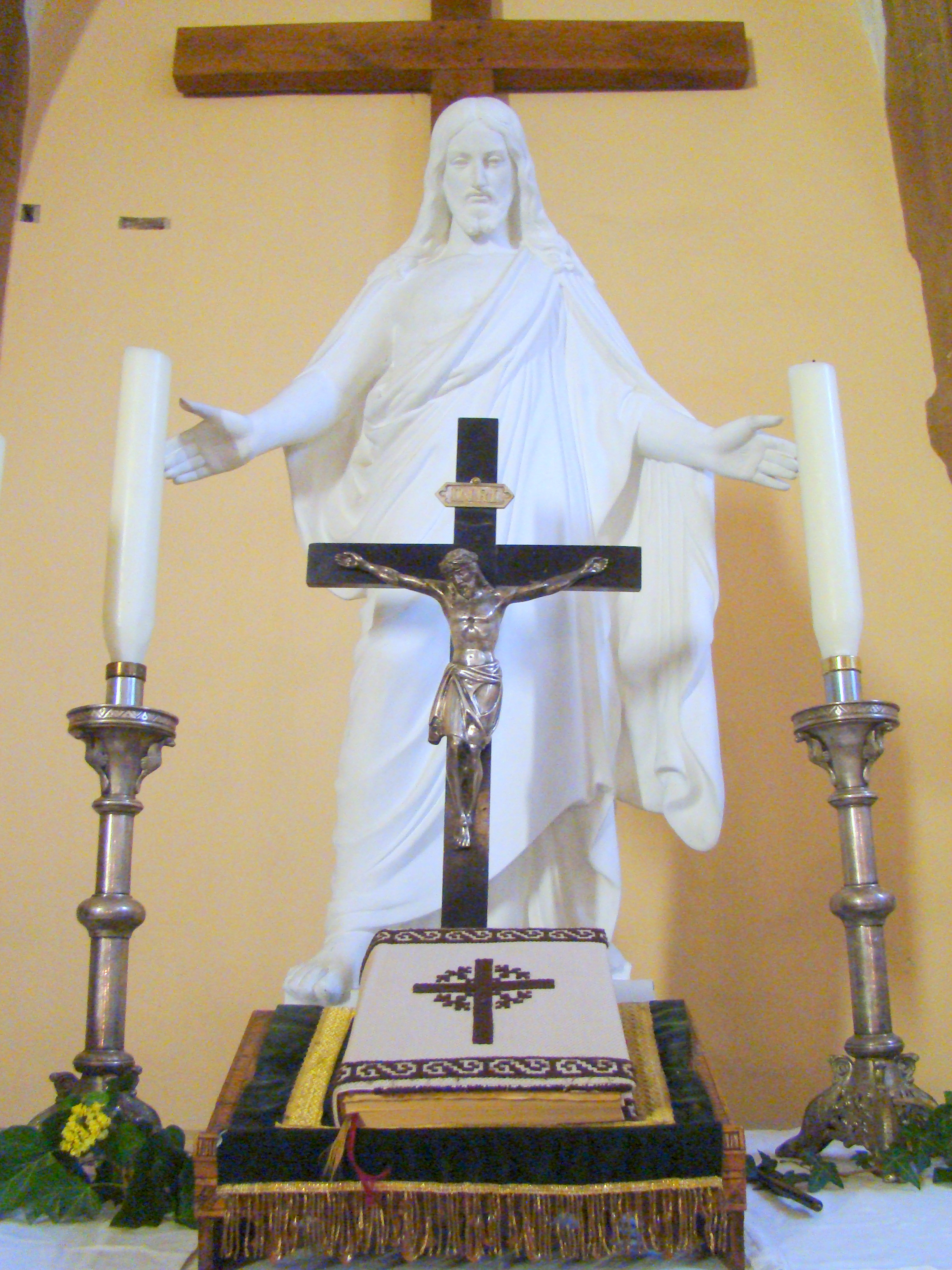
Altarul bisericii evanghelice din Vulcan

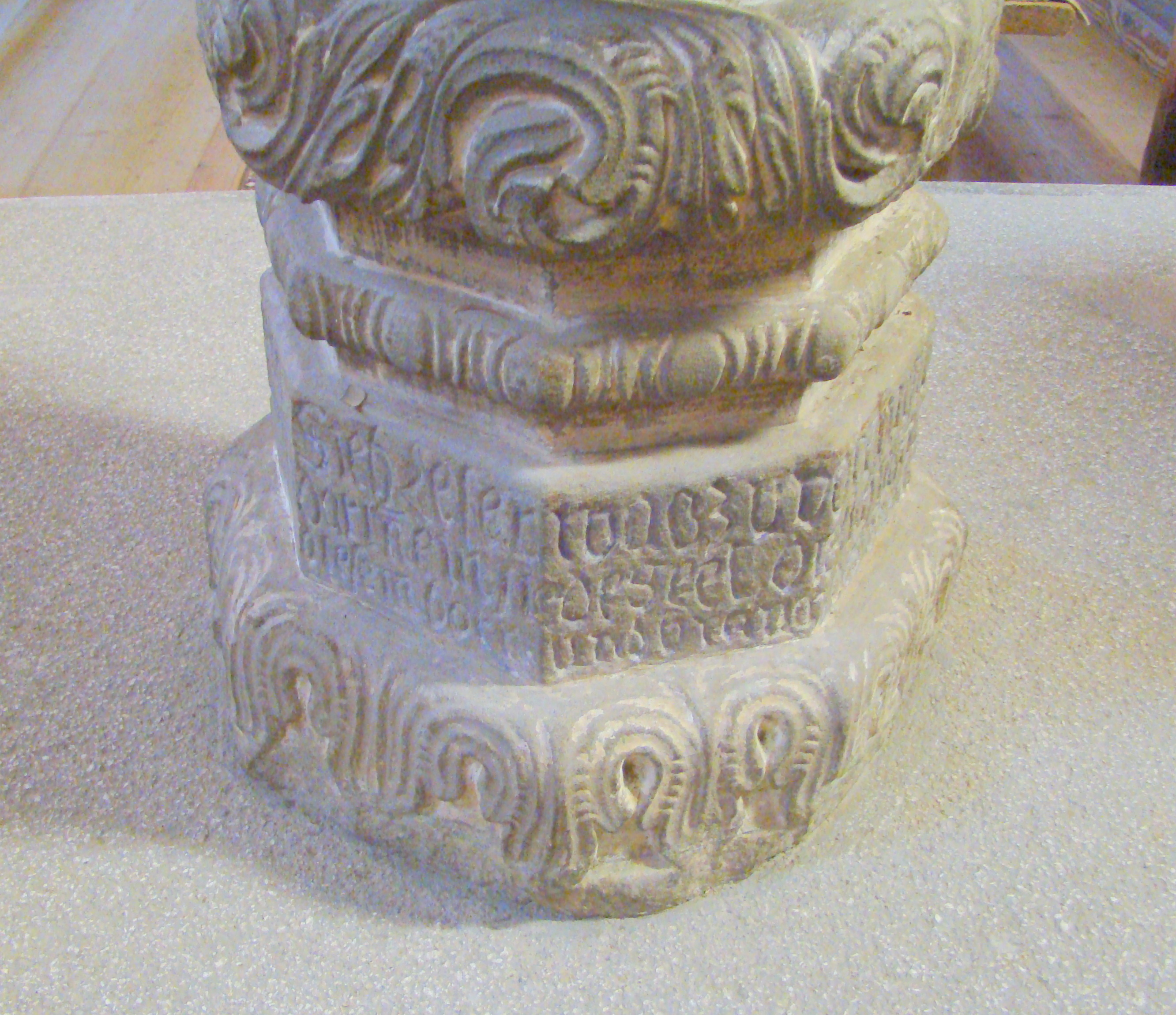
Cristelniţa din 1741 are inscripții în limbile latină și germană

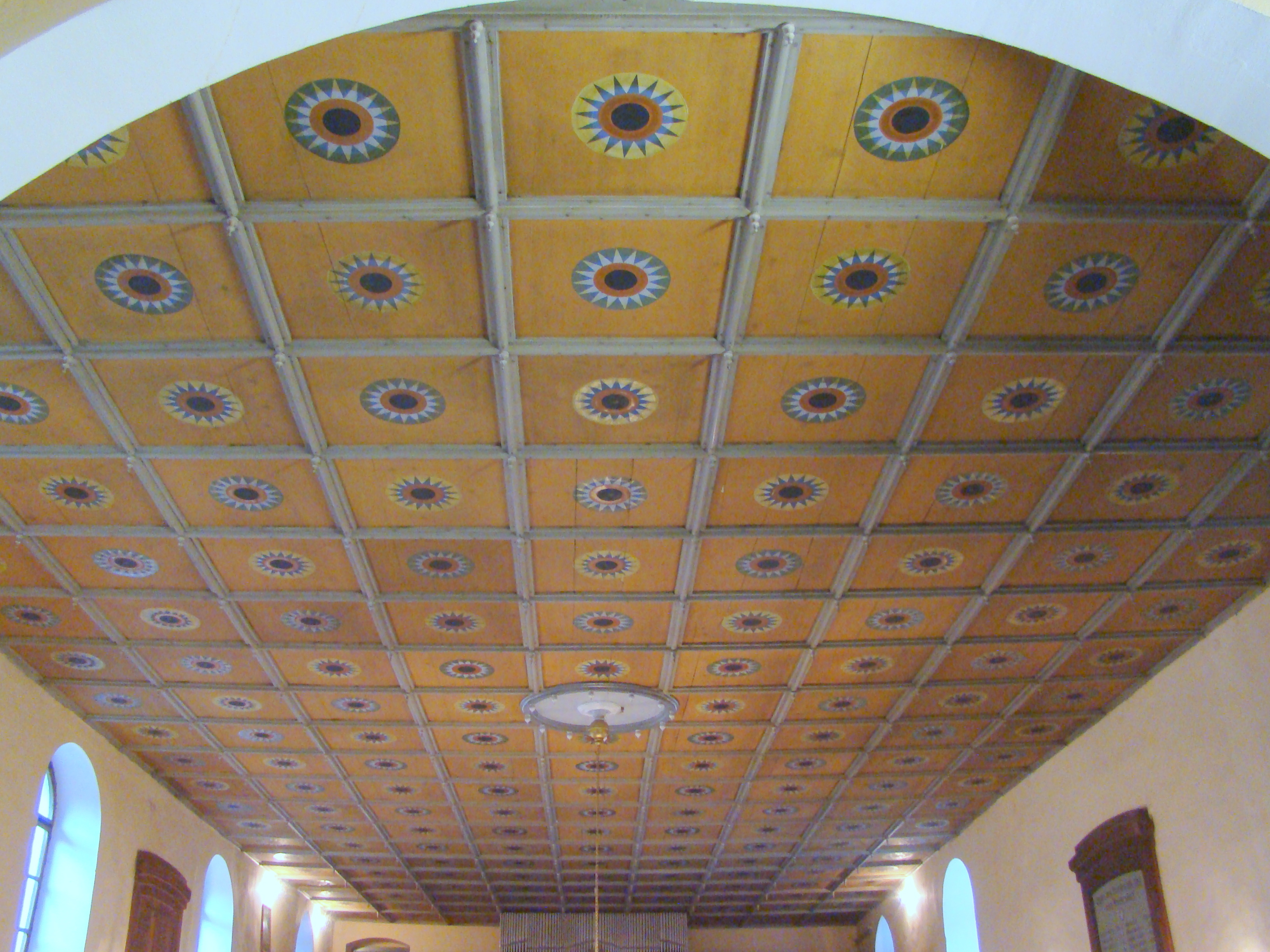
Tavanul casetat

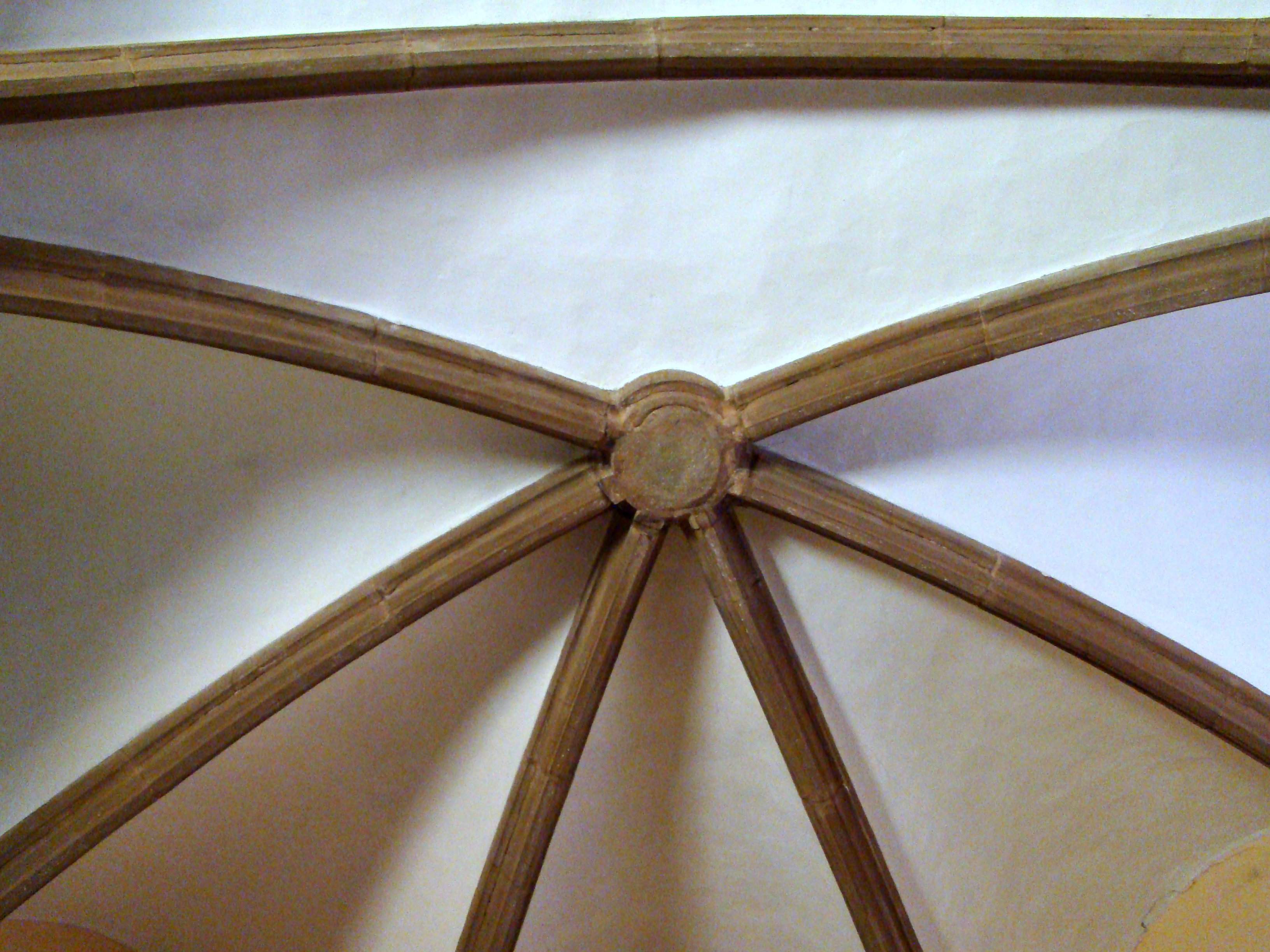
Cheie de boltă

Biserica evanghelică fortificată din Vulcan este un ansamblu de monumente istorice aflat pe teritoriul satului Vulcan, comuna Vulcan. În Repertoriul Arheologic Național, monumentul apare cu codul 42405.02.
Ansamblul este format din două monumente:
- Biserica evanghelică (cod LMI BV-II-m-A-11849.01)
- Incintă fortificată, cu turnuri, încăperi pentru provizii, anexe (cod LMI BV-II-m-A-11849.02)

## Localitatea
Vulcan, mai demult Vâlcândorf (în dialectul săsesc Wulkendref, în germană Wolkendorf, în maghiară Volkány, Szászvolkány) este satul de reședință al comunei cu același nume din județul Brașov, Transilvania, România. Face parte din regiunea istorică Țara Bârsei. Este menționat pentru prima dată în secolul XIII.

## Biserica
Biserica fortificată din Vulcan cuprinde o navă rectangulară, acoperită cu planșee din lemn casetat, și are alipit pe latura vestică turnul-clopotniță masiv, cu cinci etaje.
Arcul de triumf este singura parte rămasă din basilica romanică din secolul XIII. Corul gotic este ridicat două secole mai târziu și este acoperit cu o boltă pe nervuri de piatră, care se sprijină pe console decorate cu măști.
După distrugerea așezării în 1611, de către armatele lui Gabriel Bathory (supraviețuitori: 5-6 persoane, plus 300 refugiați în alte părți), Vulcanul a fost reconstruit din temelii. Refacerea cetății a început la 1632, iar a bisericii la 1665. Din acea perioadă datează tavanul casetat al navei.
Turnul clopotniță este ridicat în partea de vest la mai bine de un secol distanță (1794), odată cu montarea tribunelor de lemn la interior.
Zidul de incintă din secolele XIV-XV avea acces protejat cu hersă (grilaj din lemn întărit cu fier) și gură de aruncare. În prezent intrarea principală este mascată de clădirea primăriei. În fortificație se mai pot vedea încă cămările bine păstrate.

## Imagini din exterior

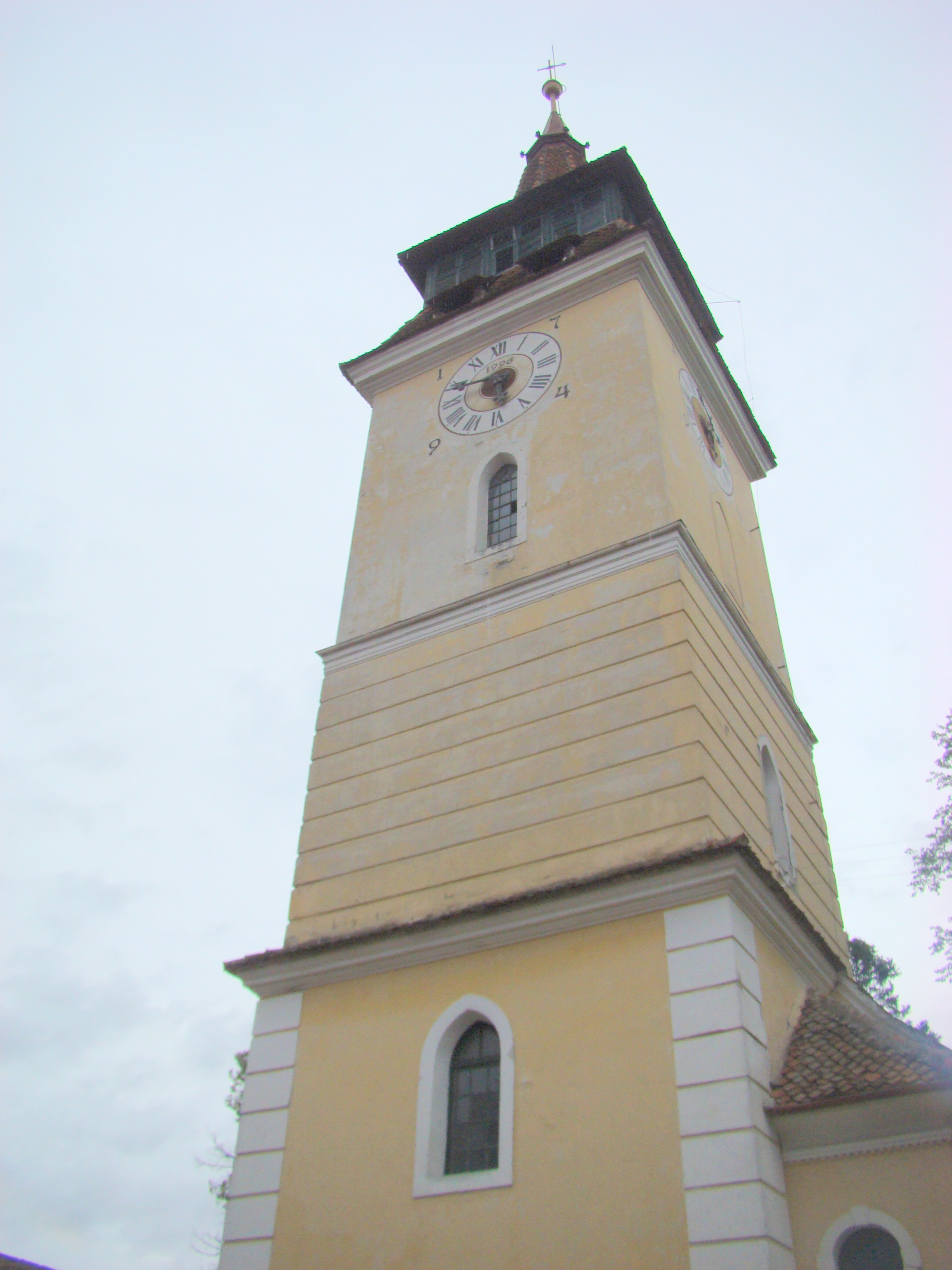
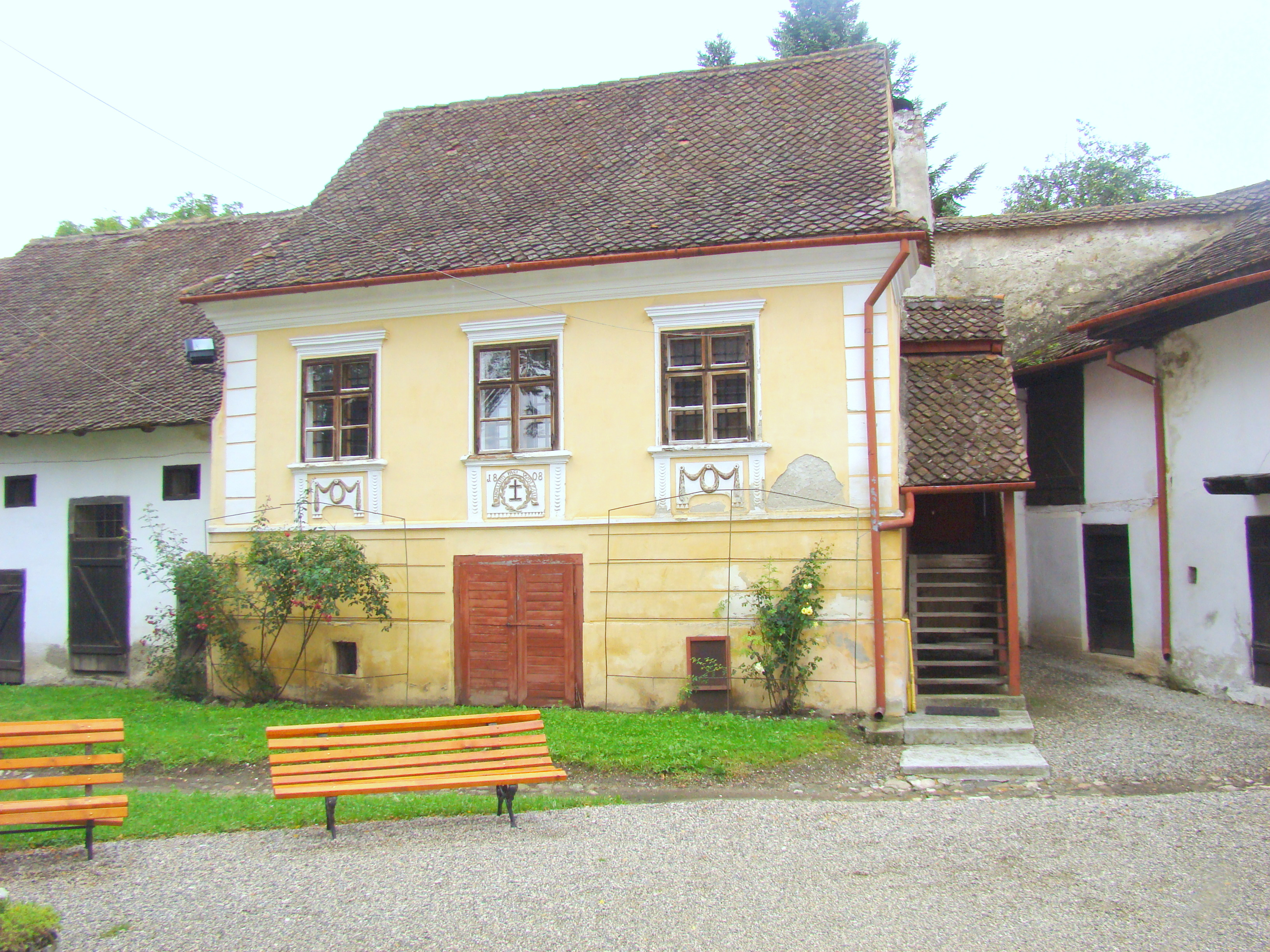
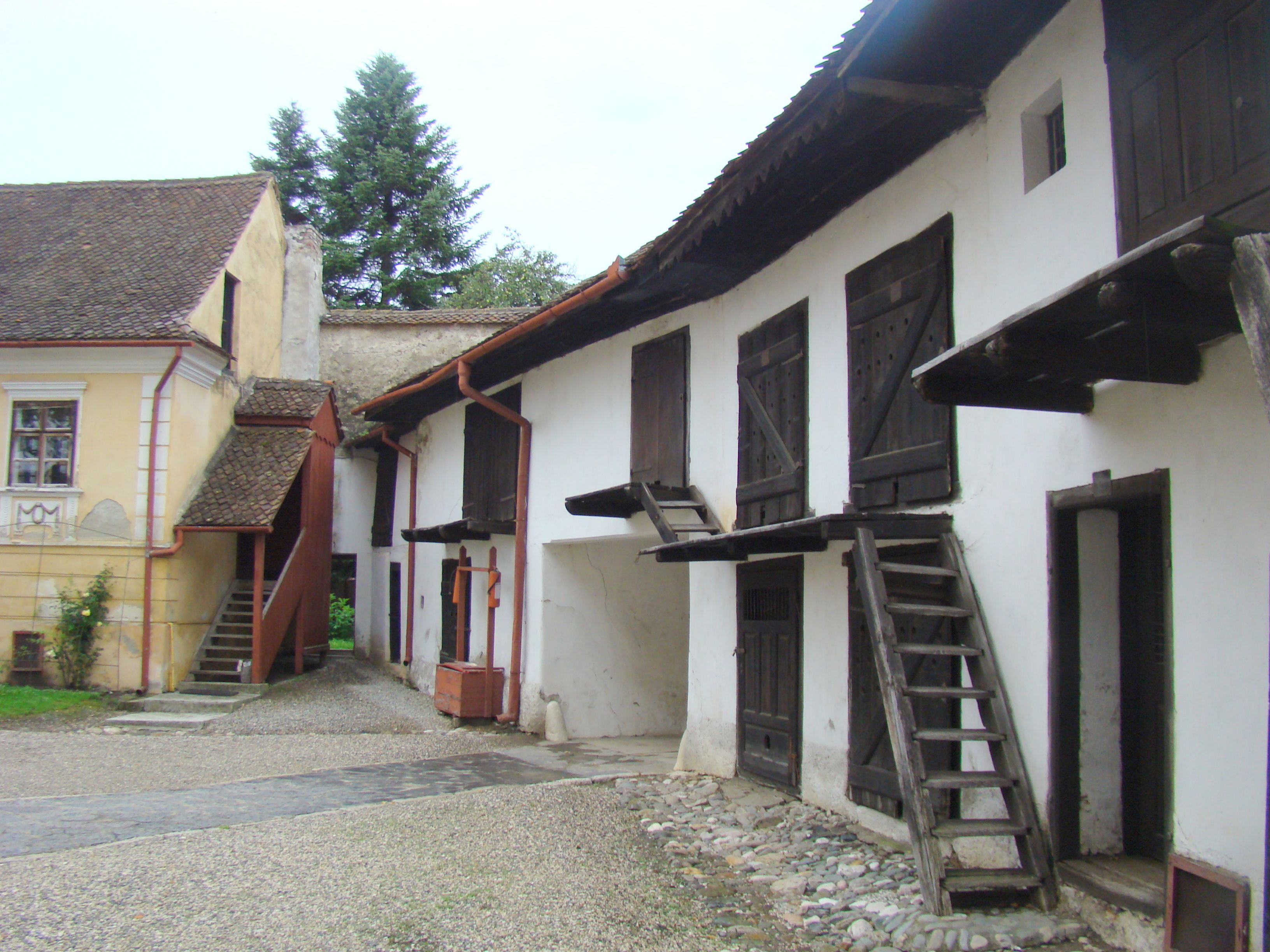
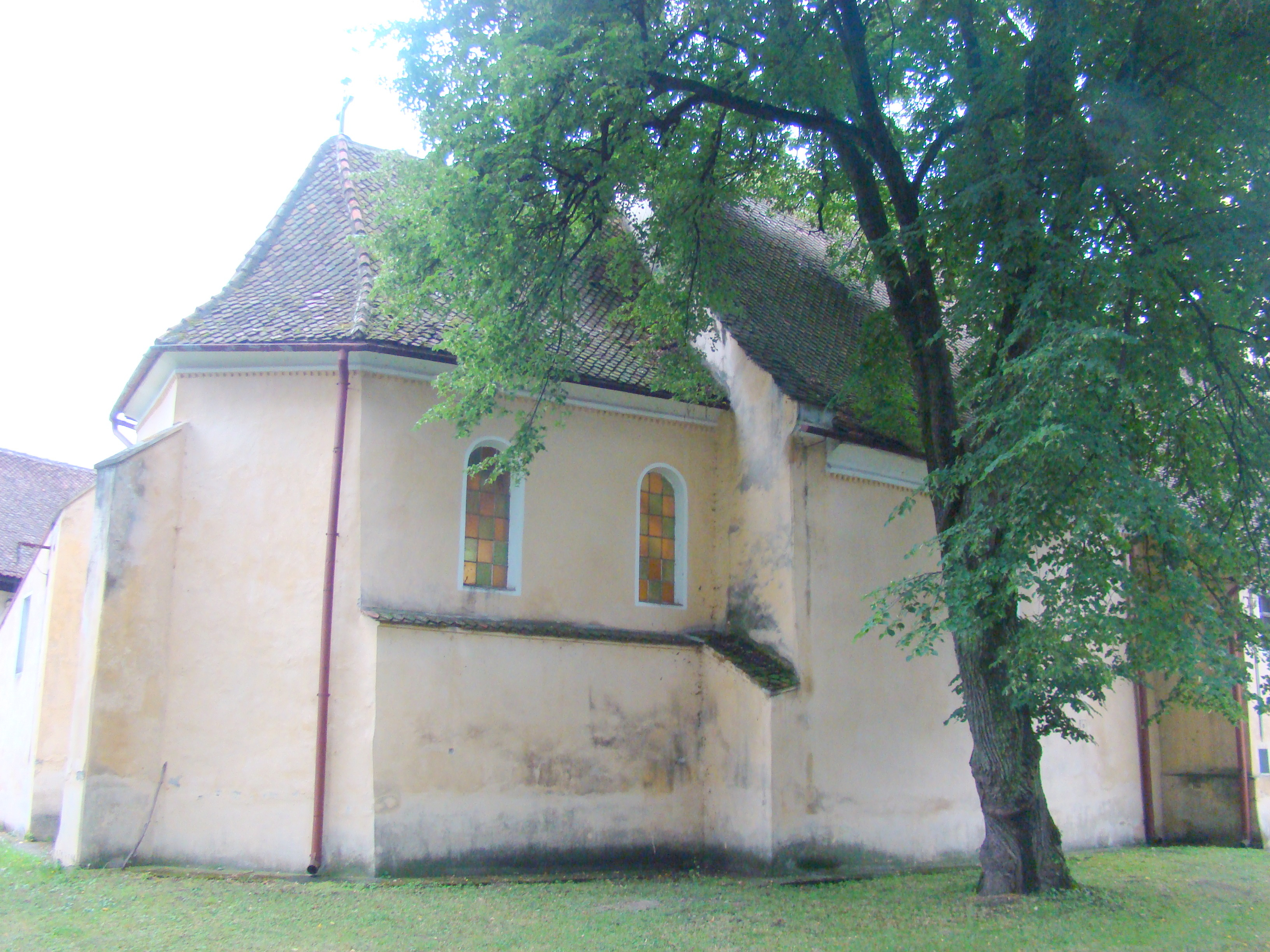
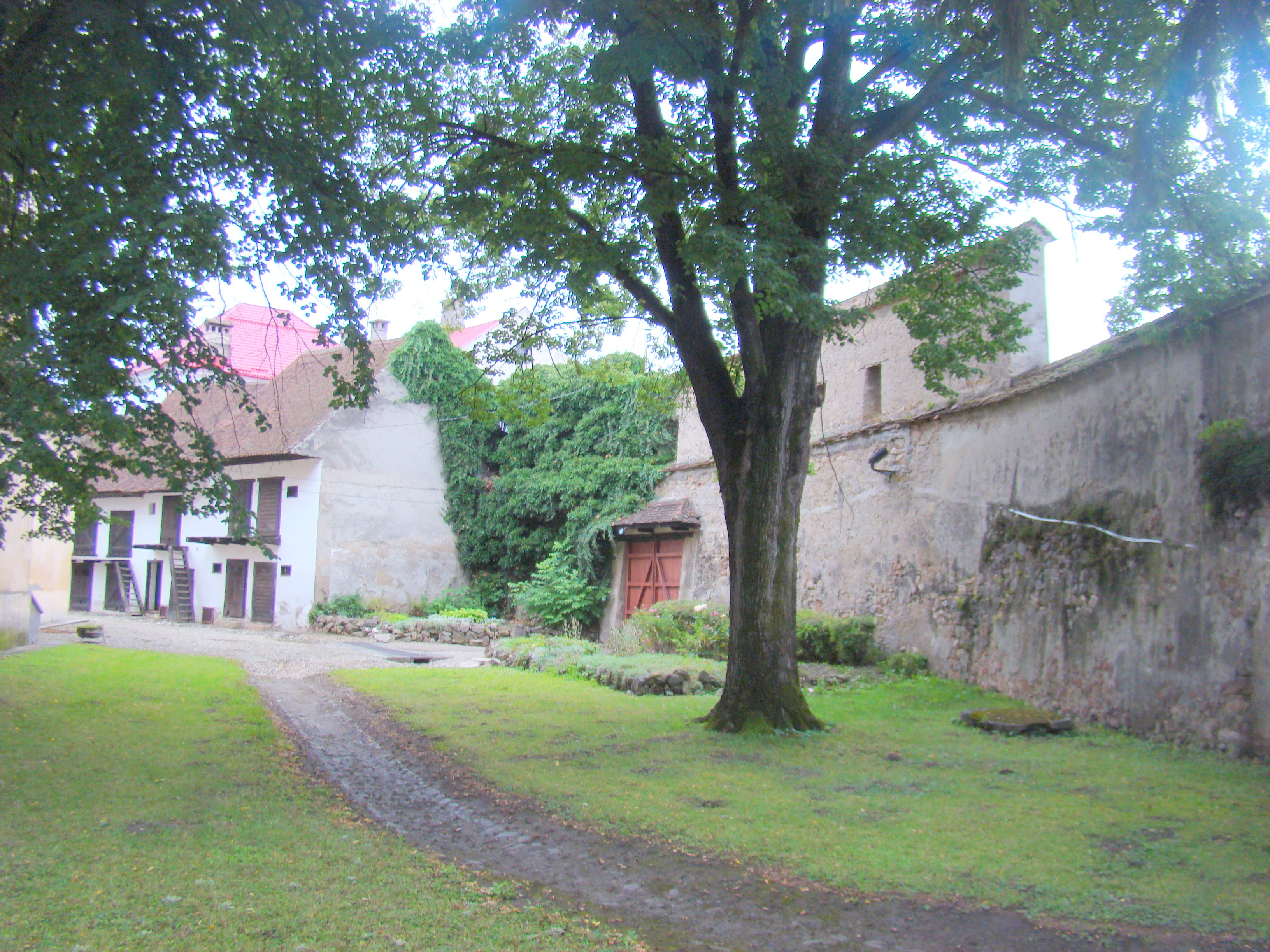
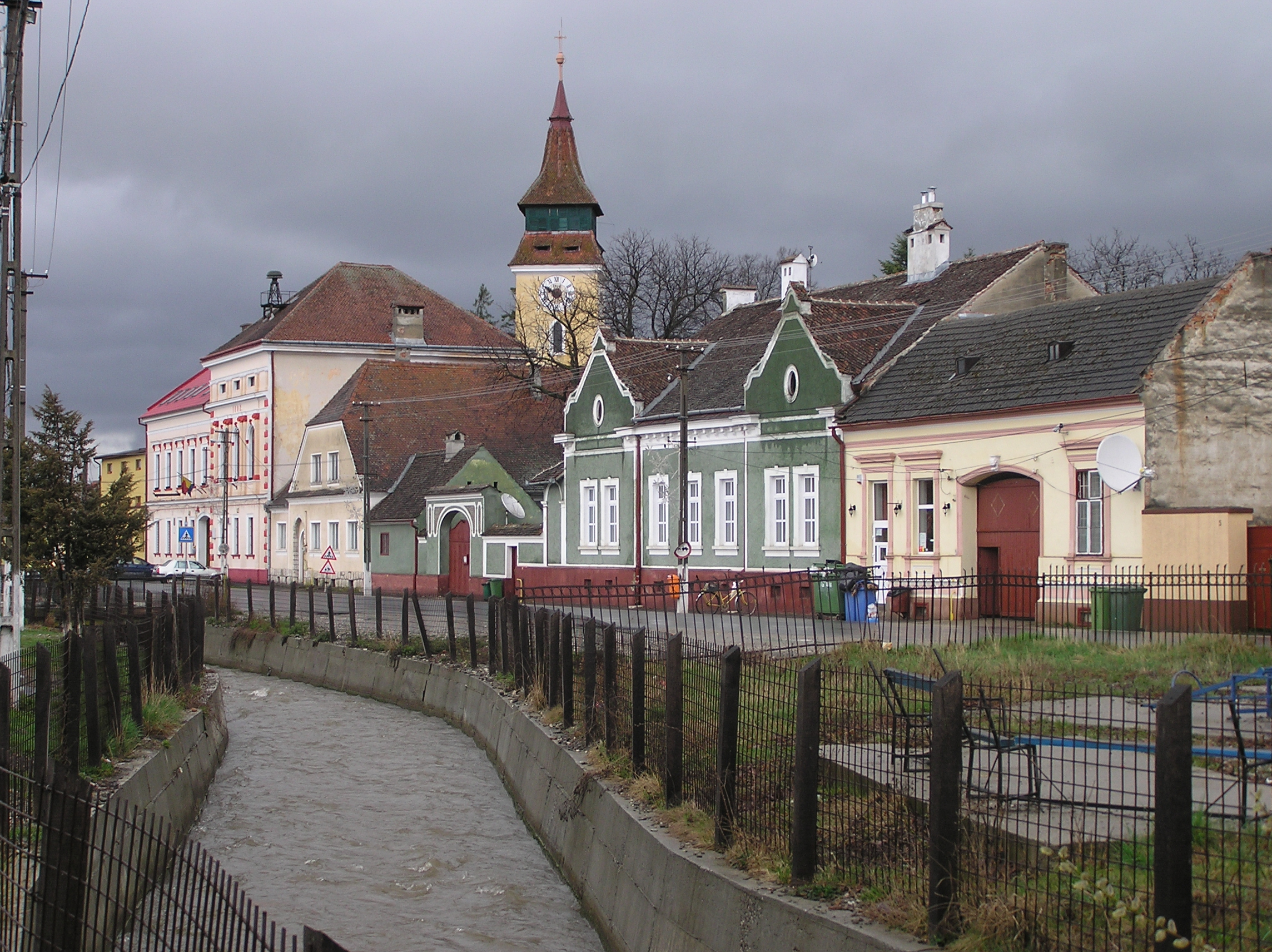
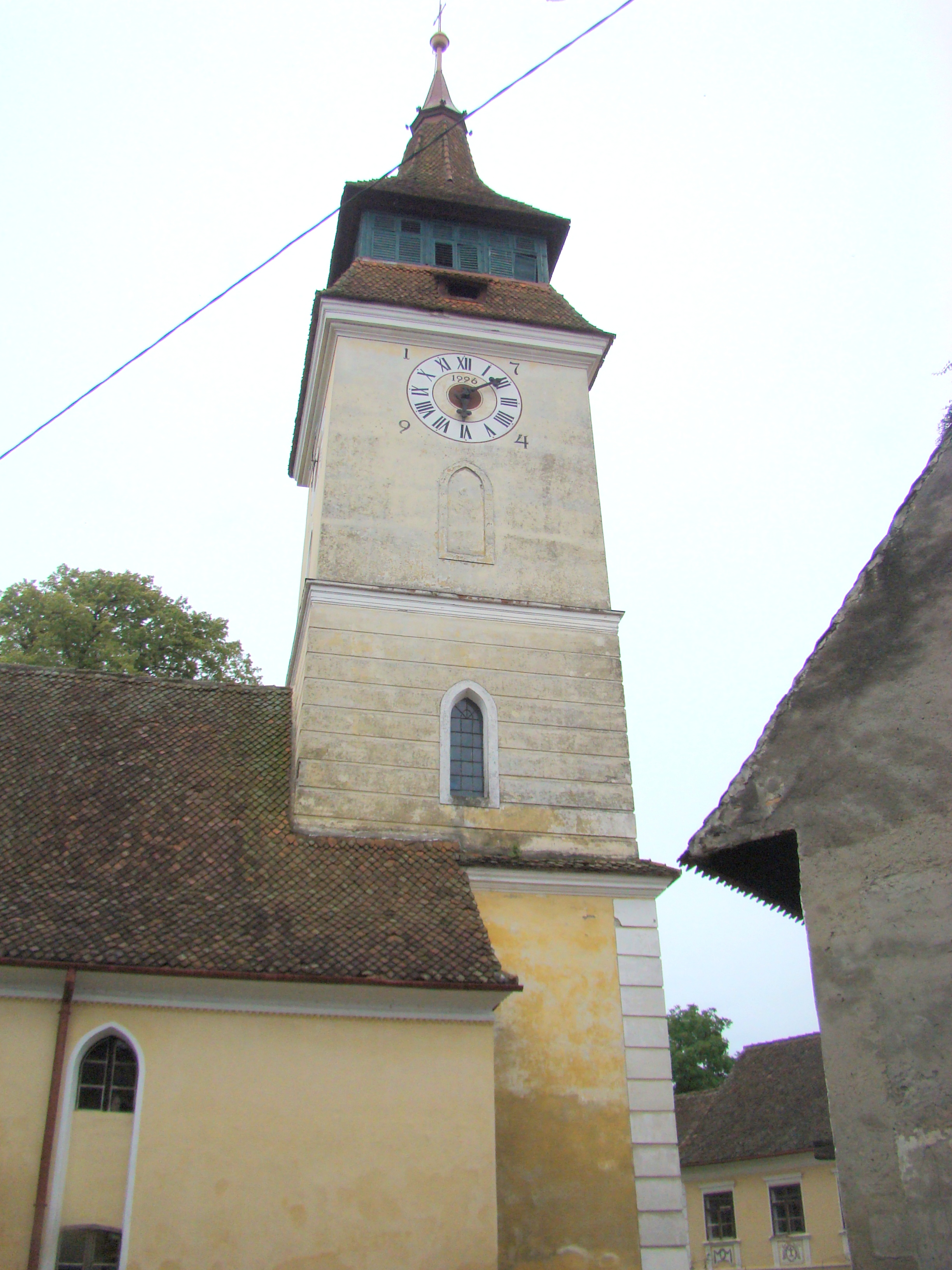
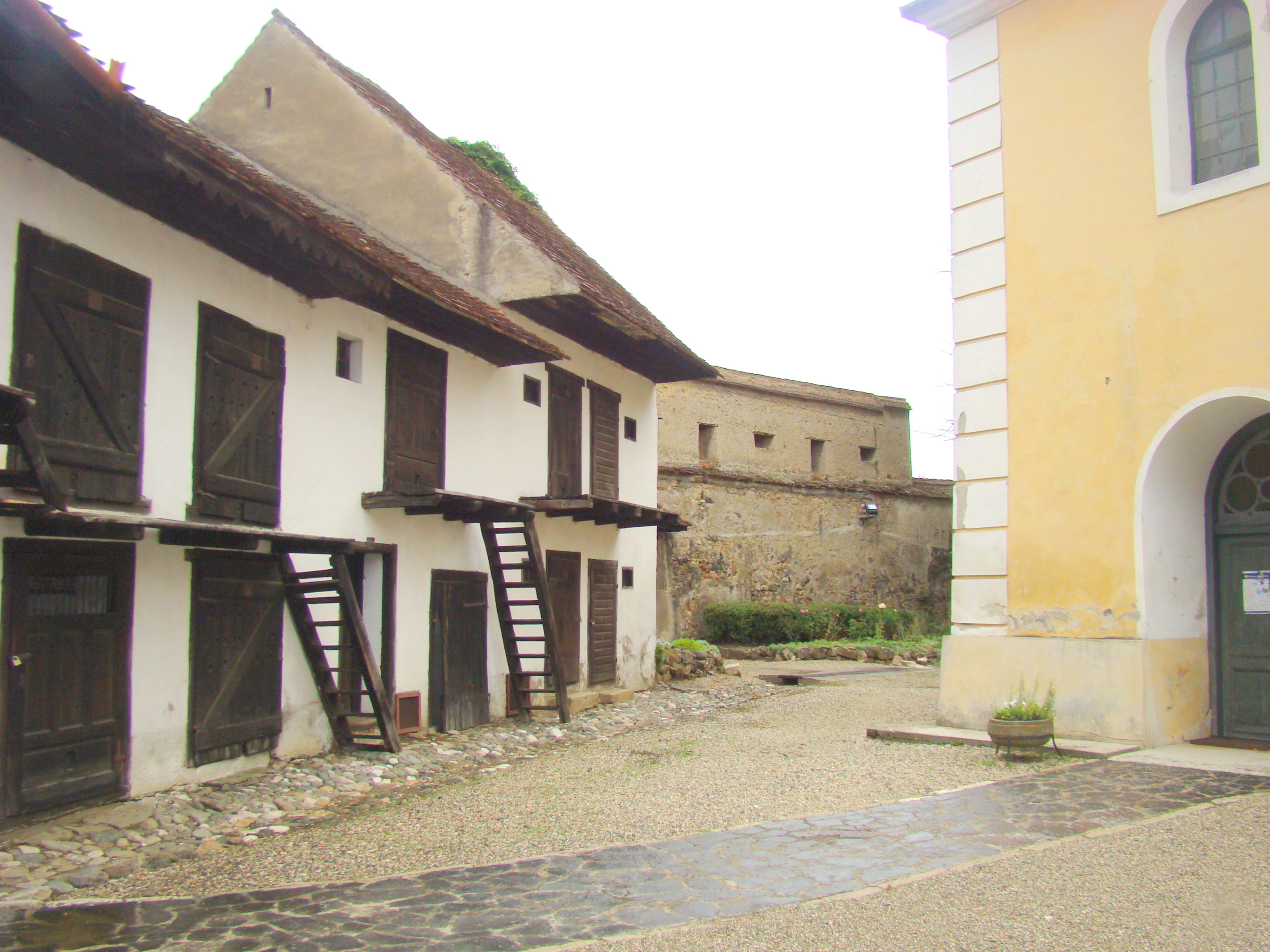
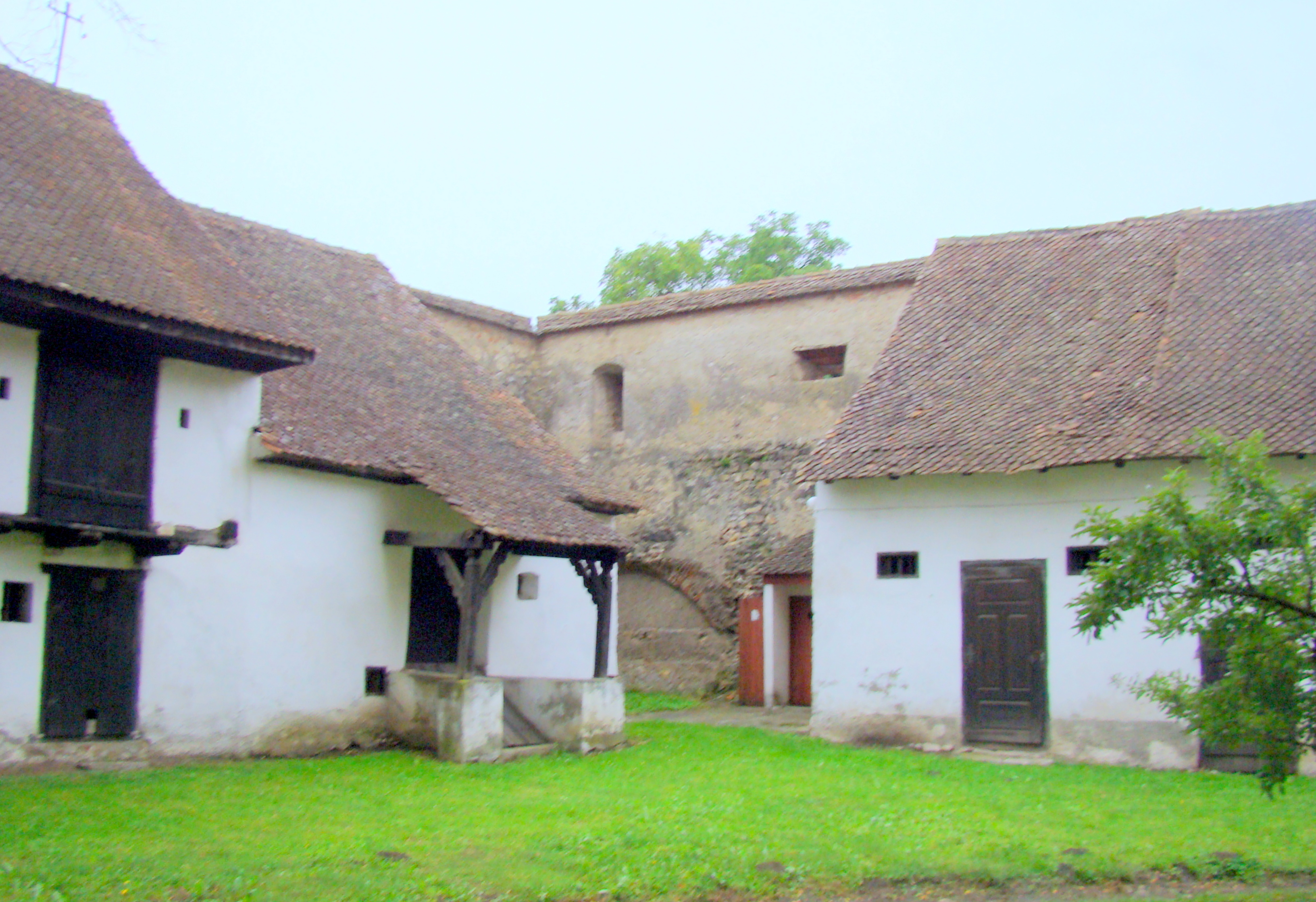
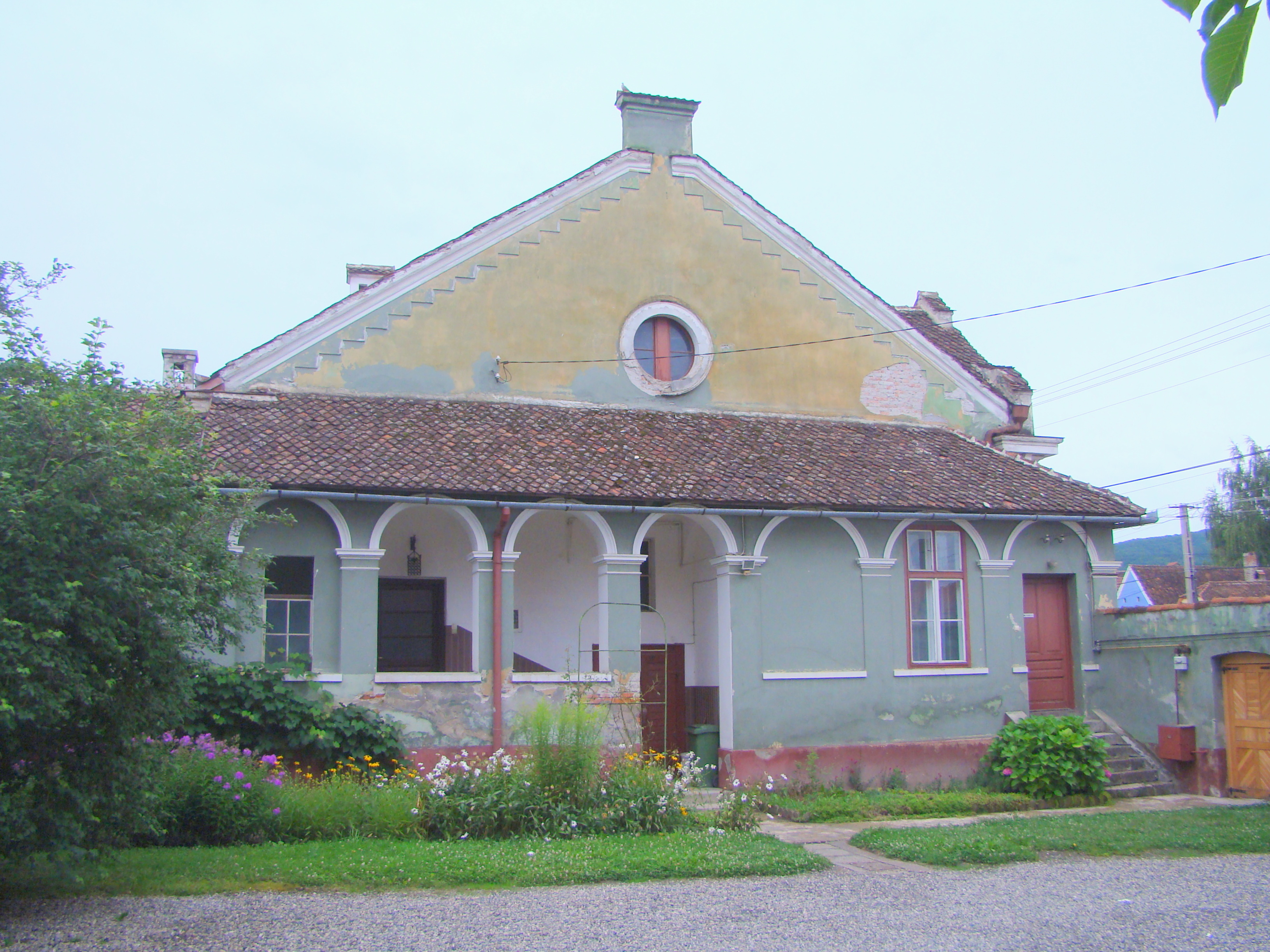
Casa parohială

## Imagini din interior

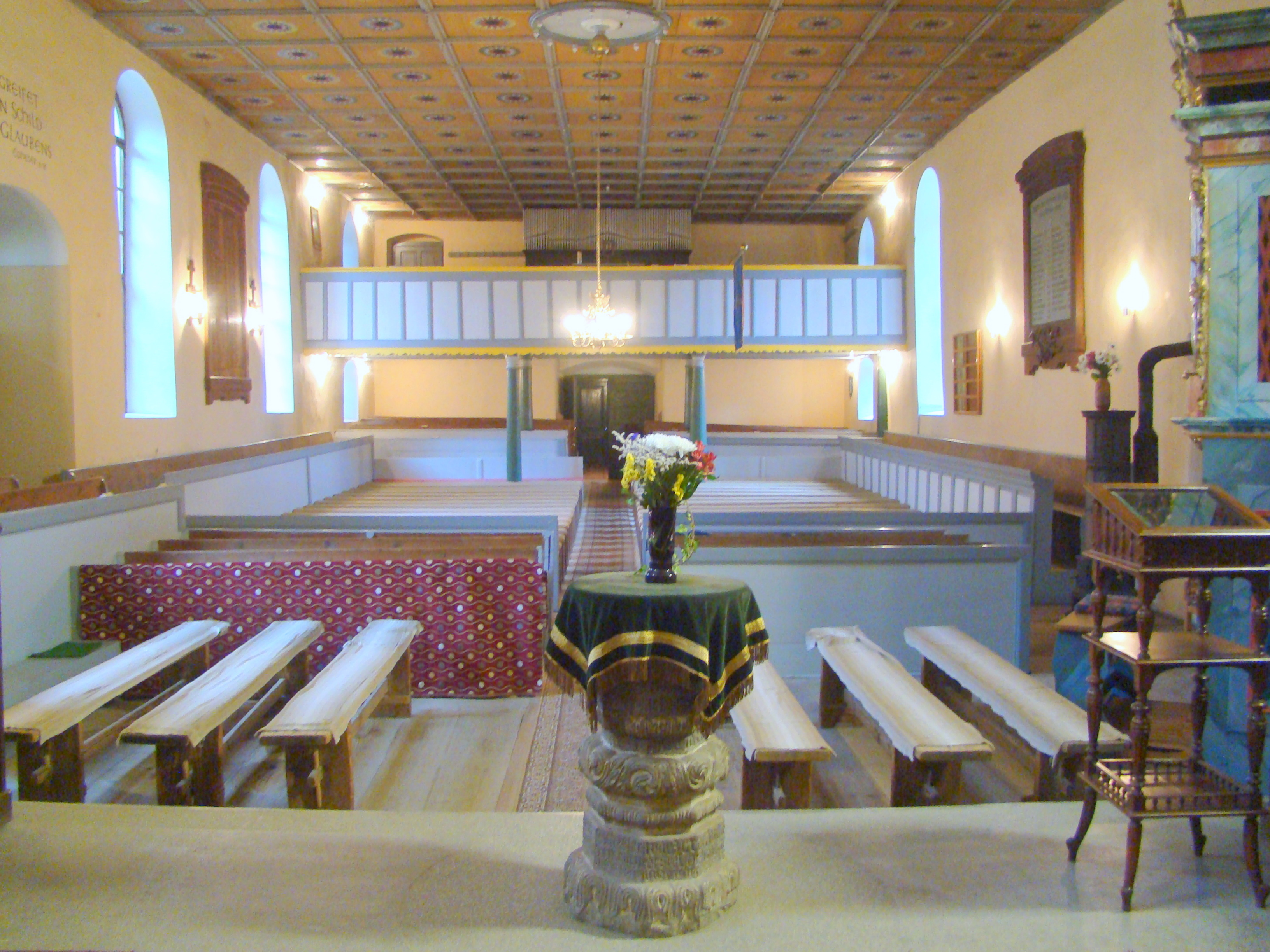
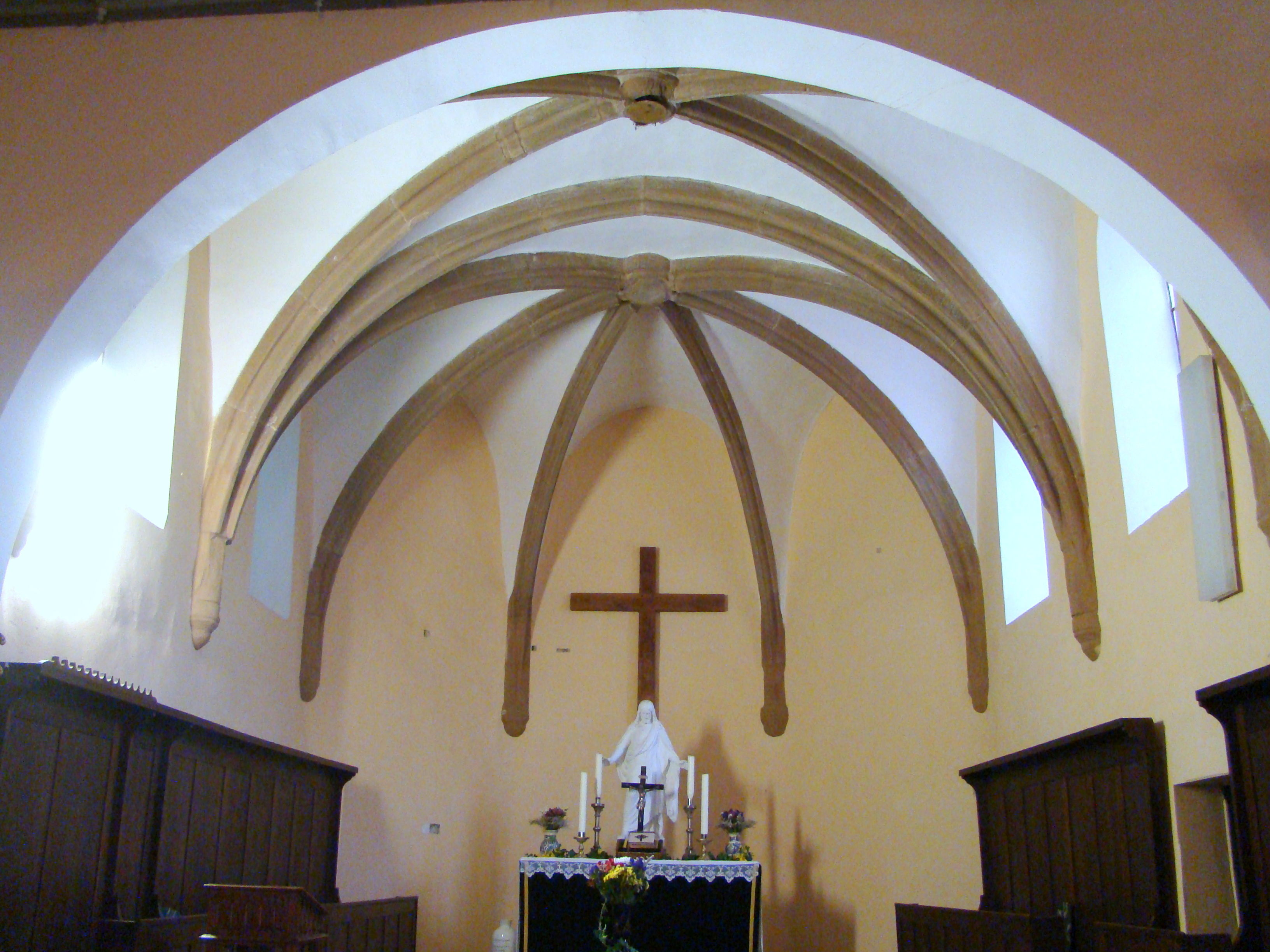
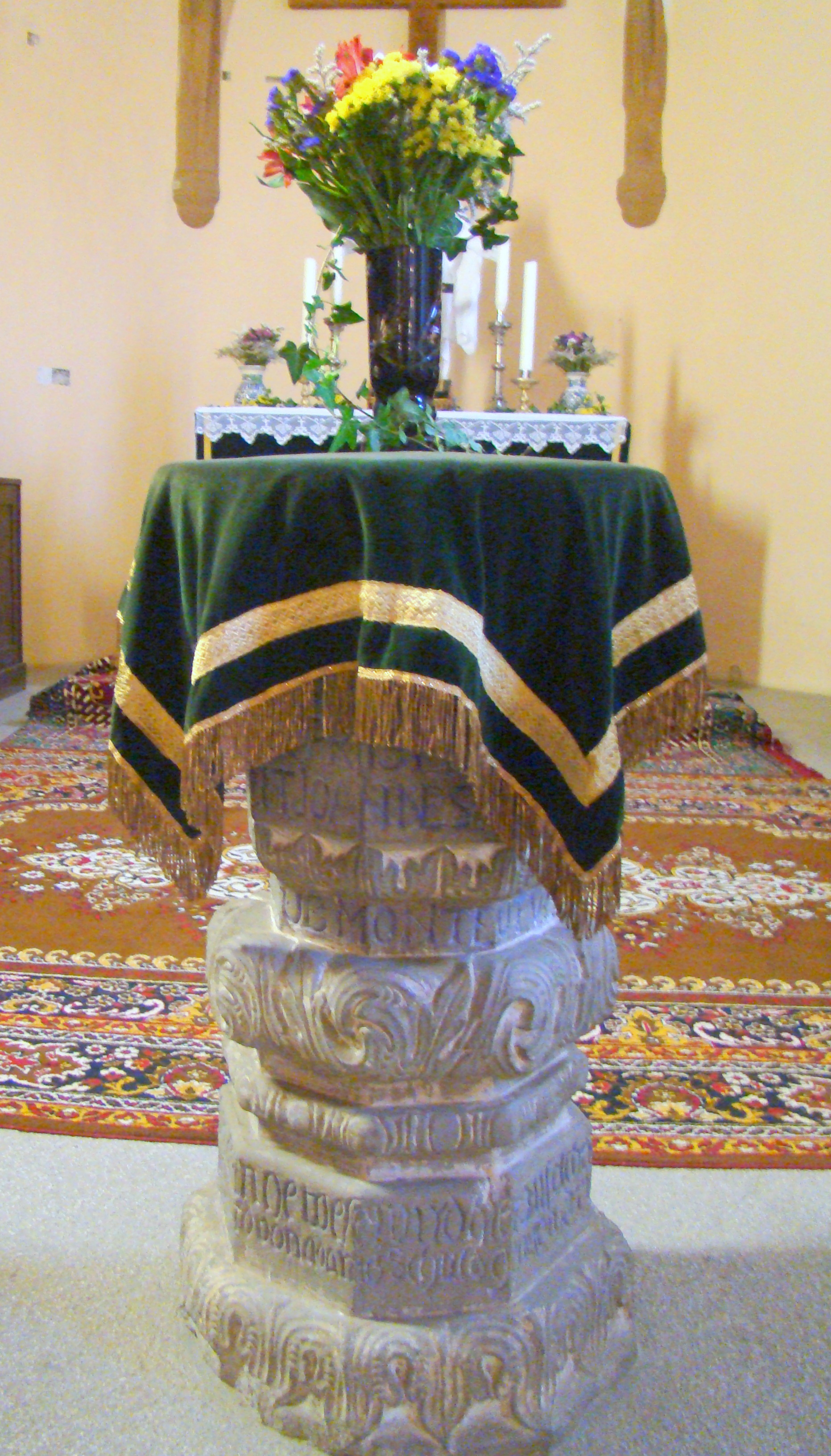
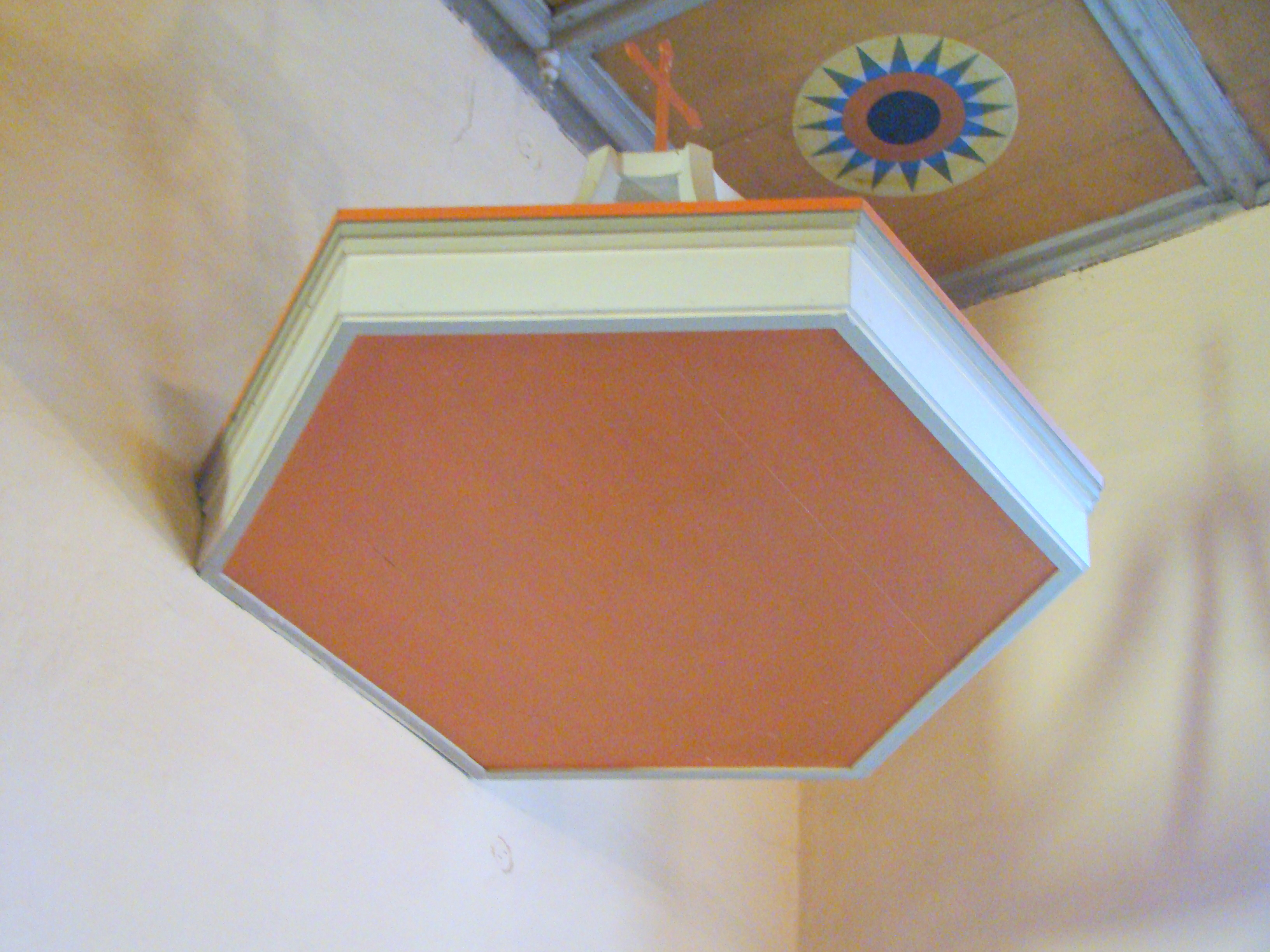
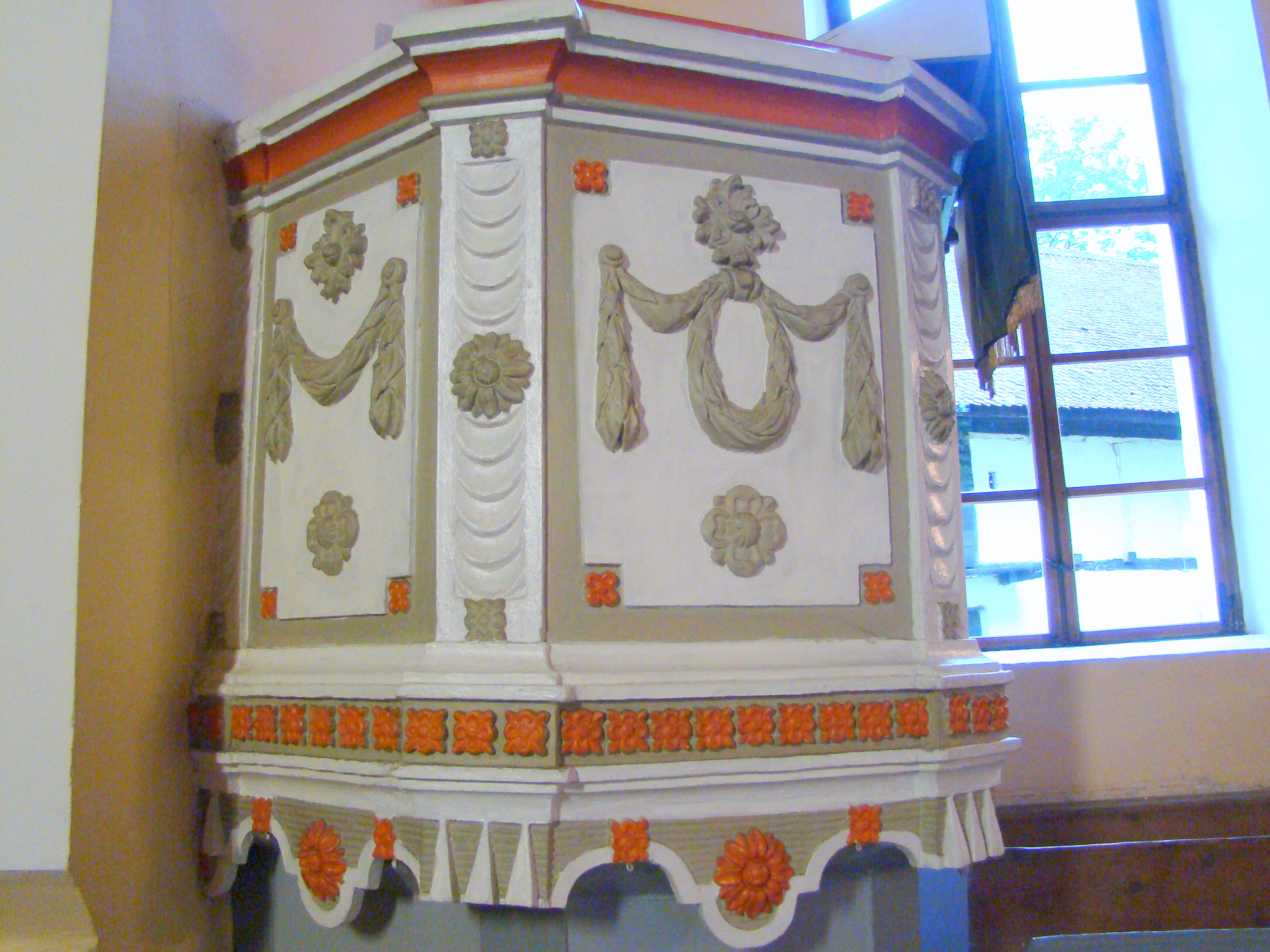
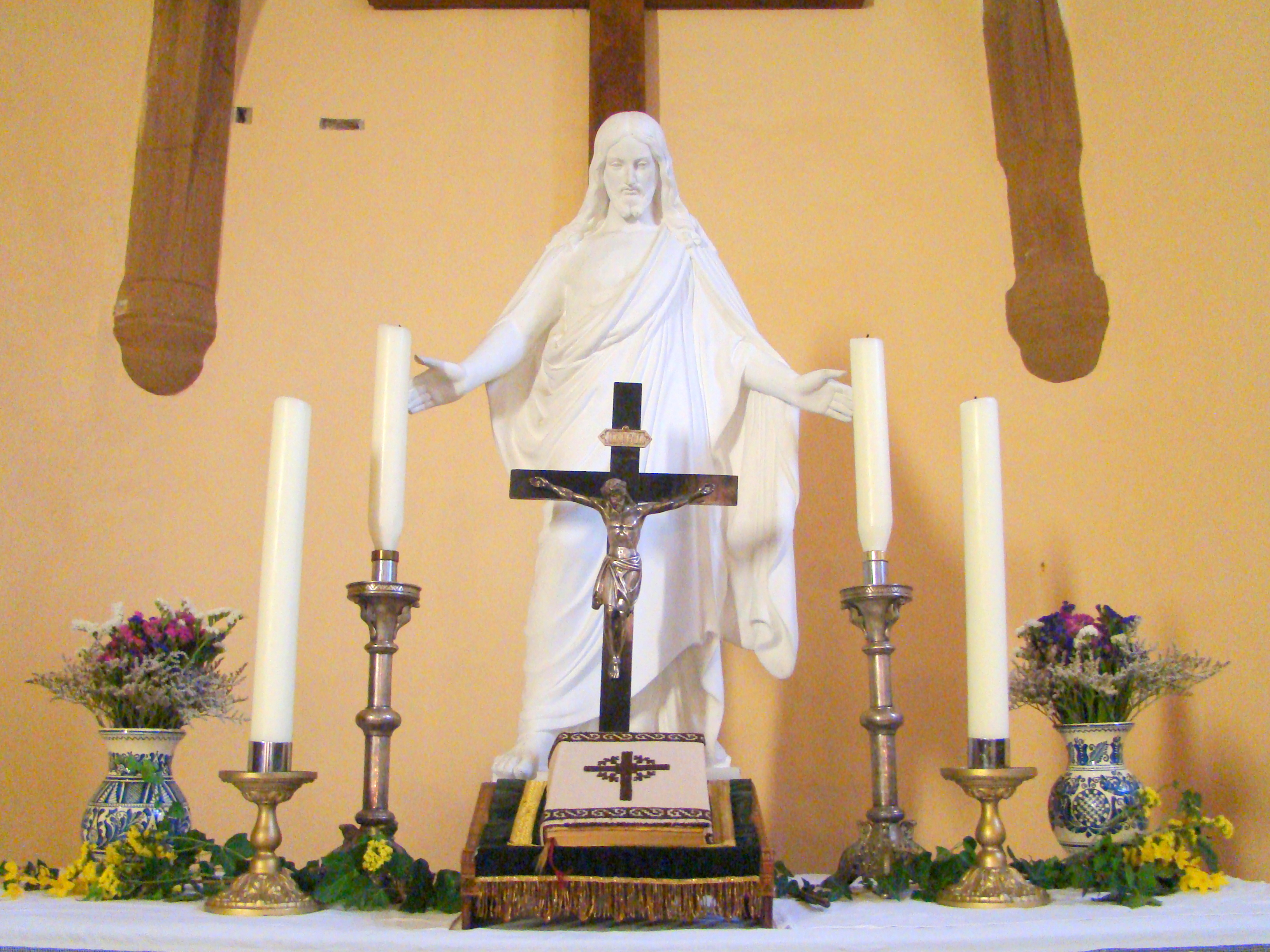
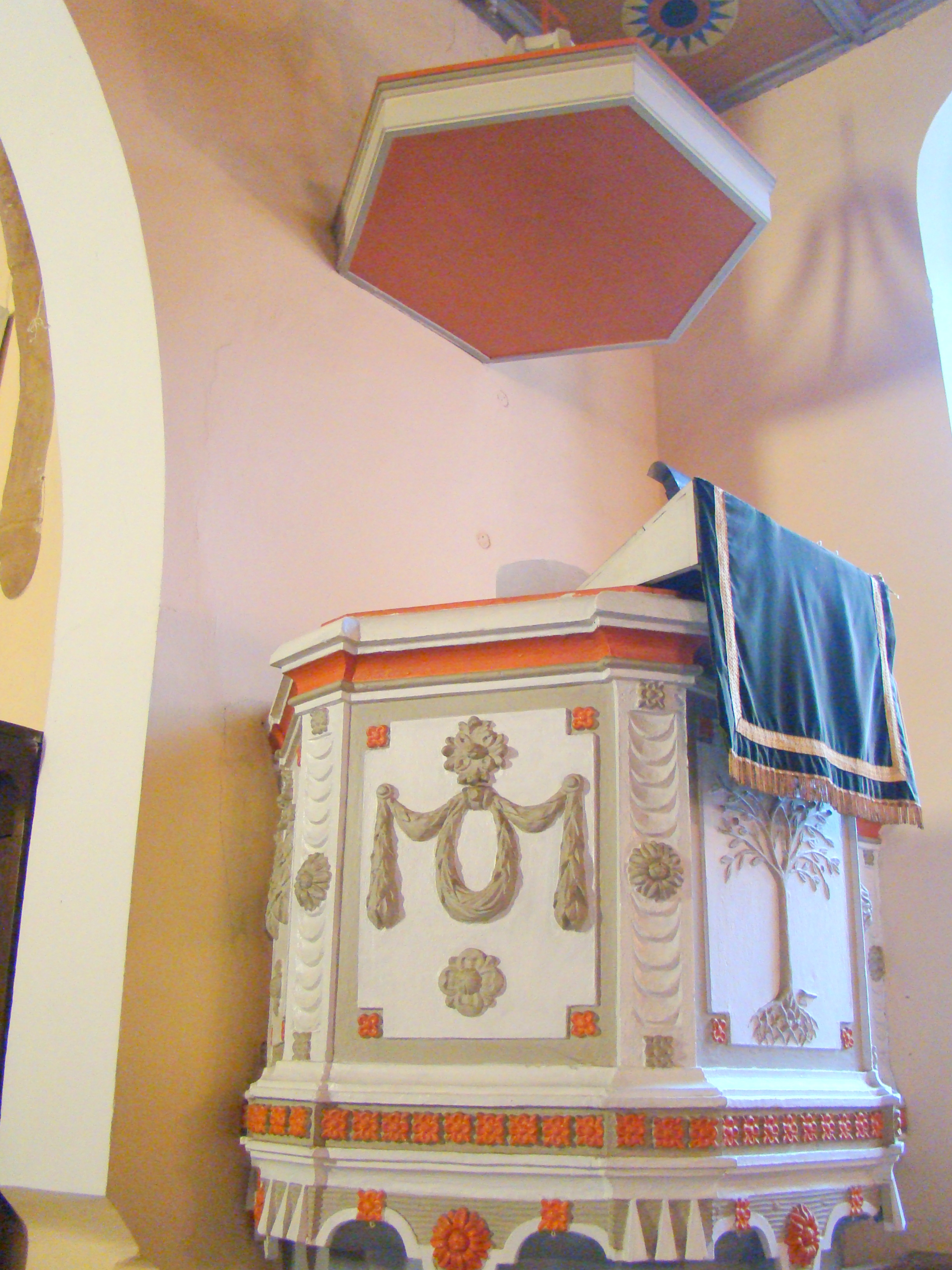
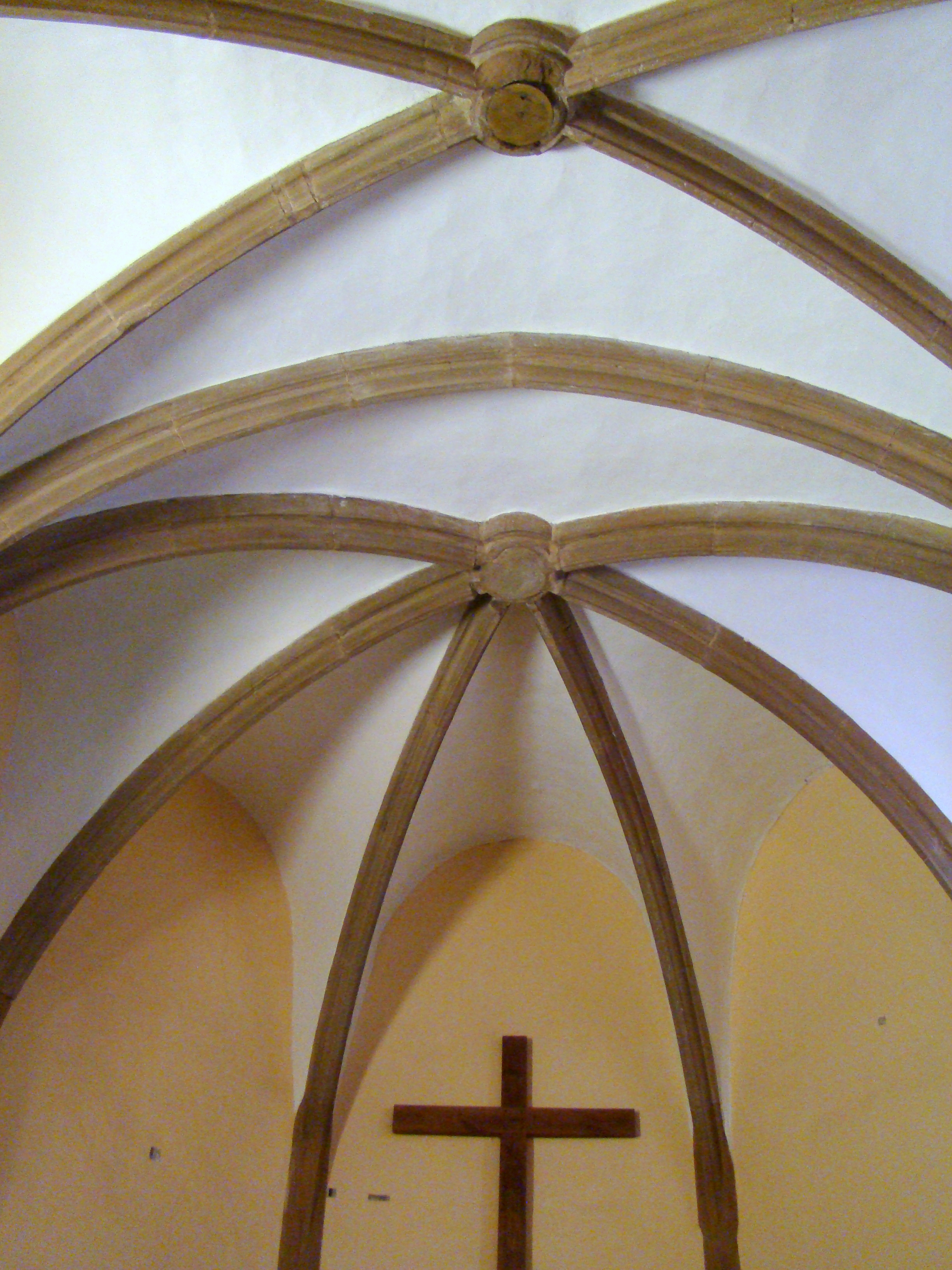
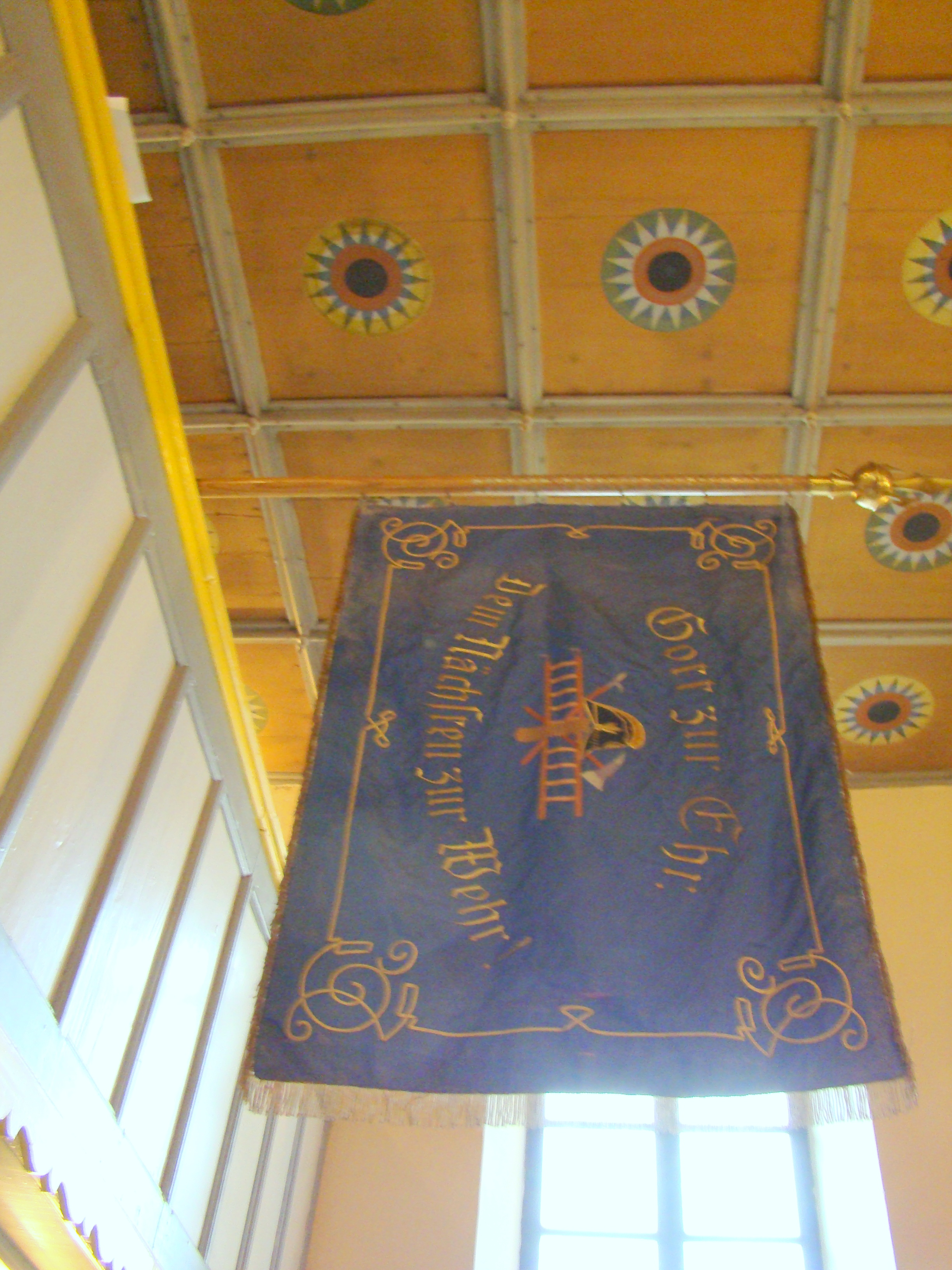
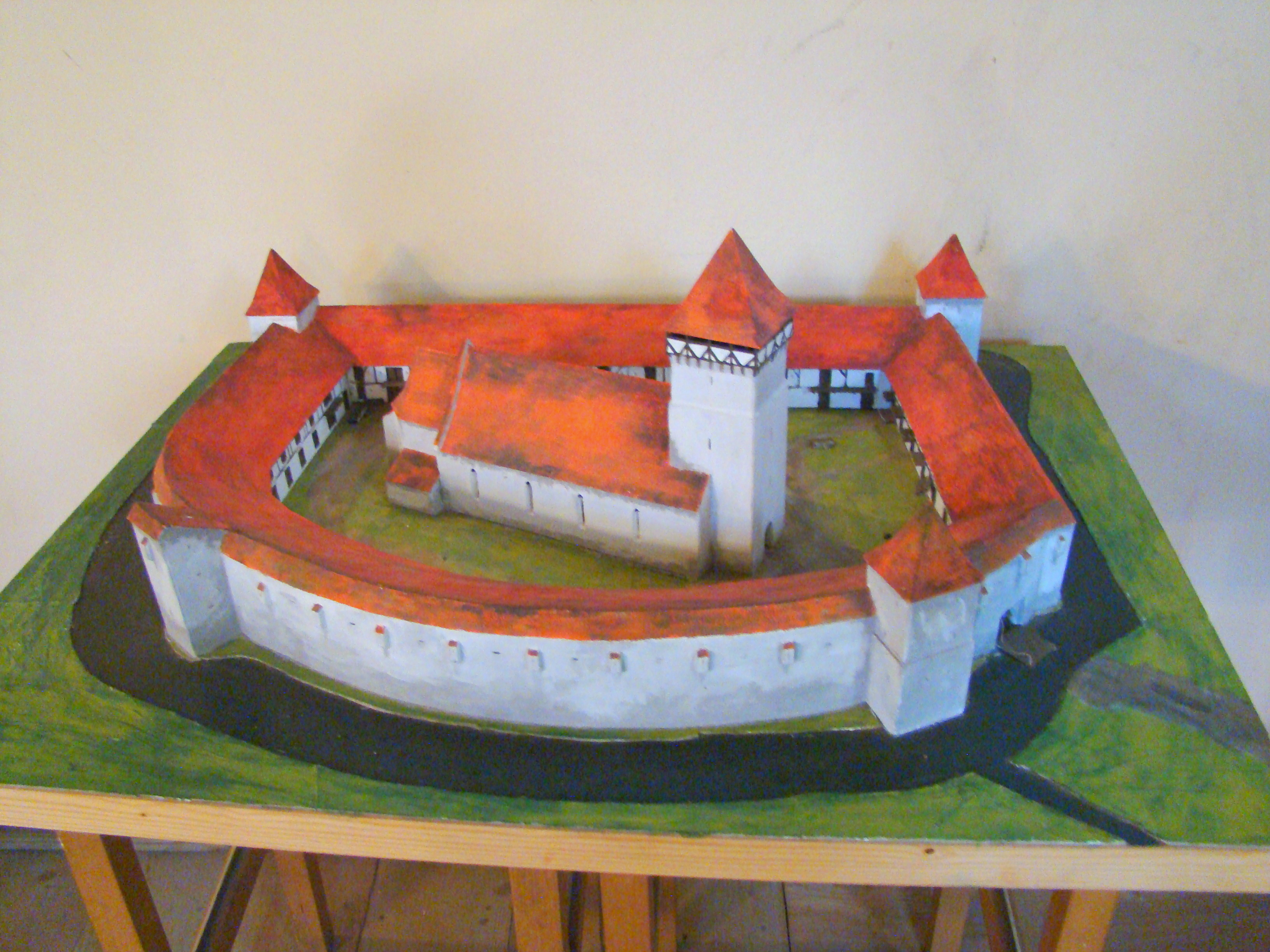
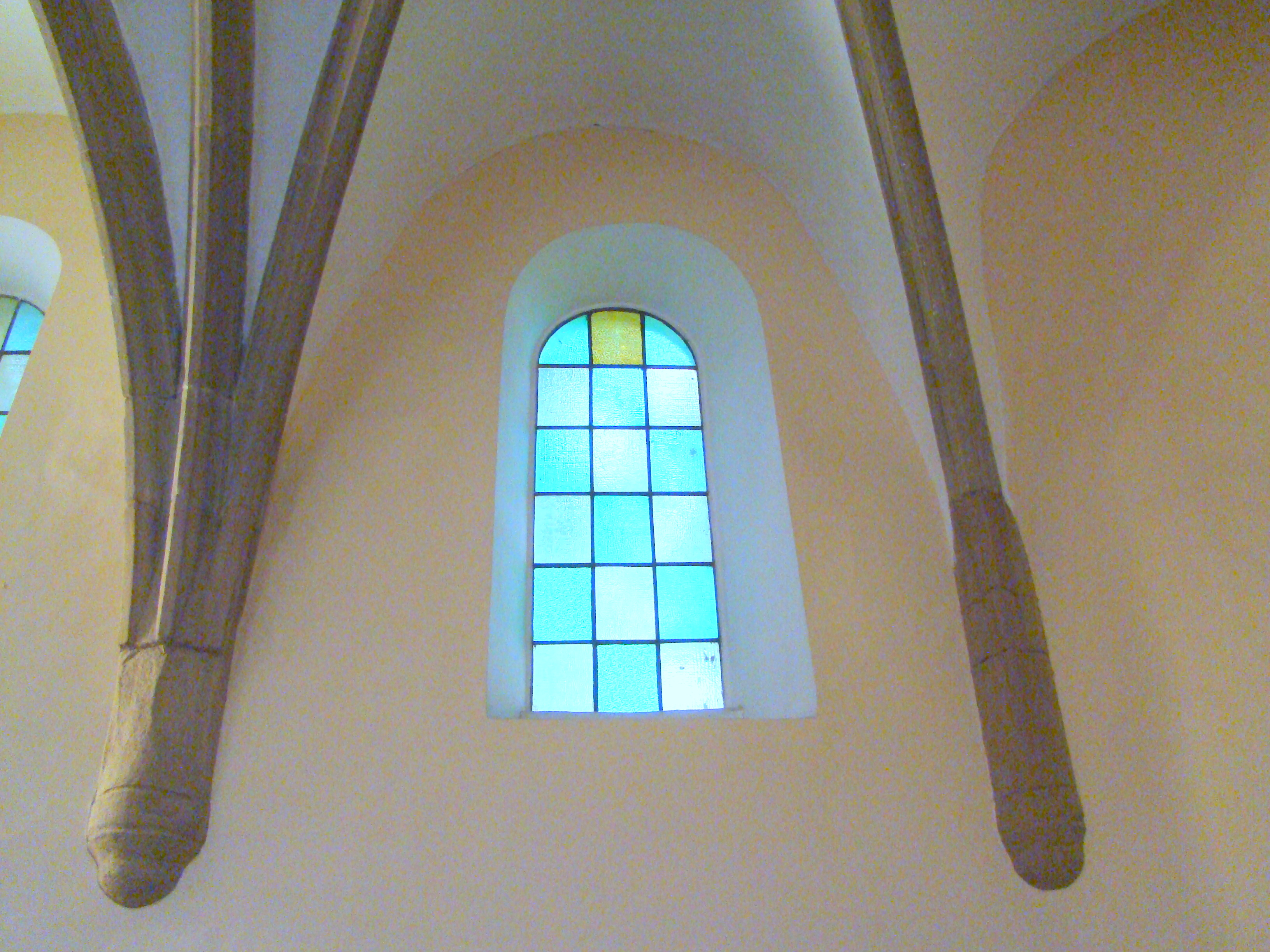
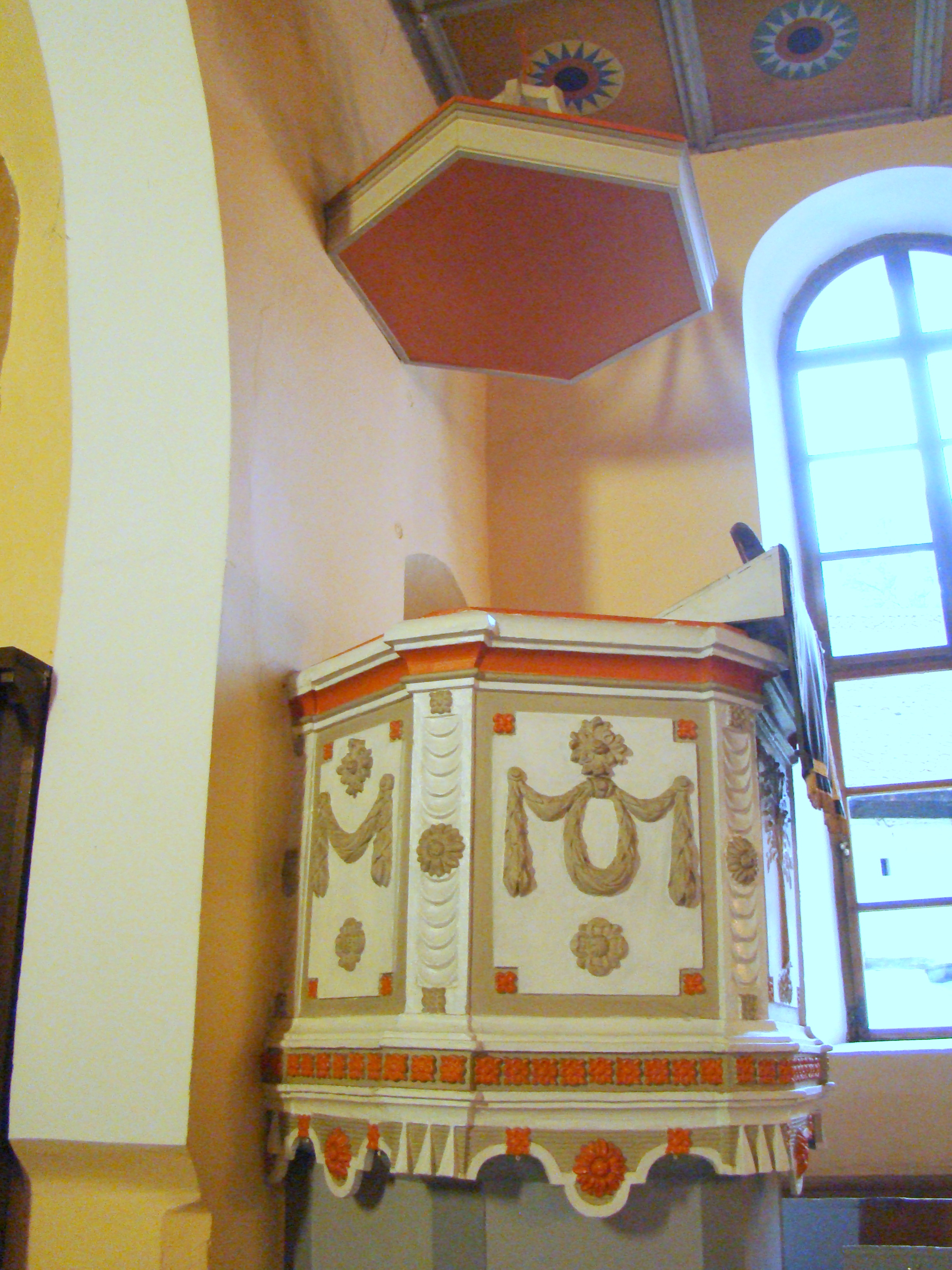
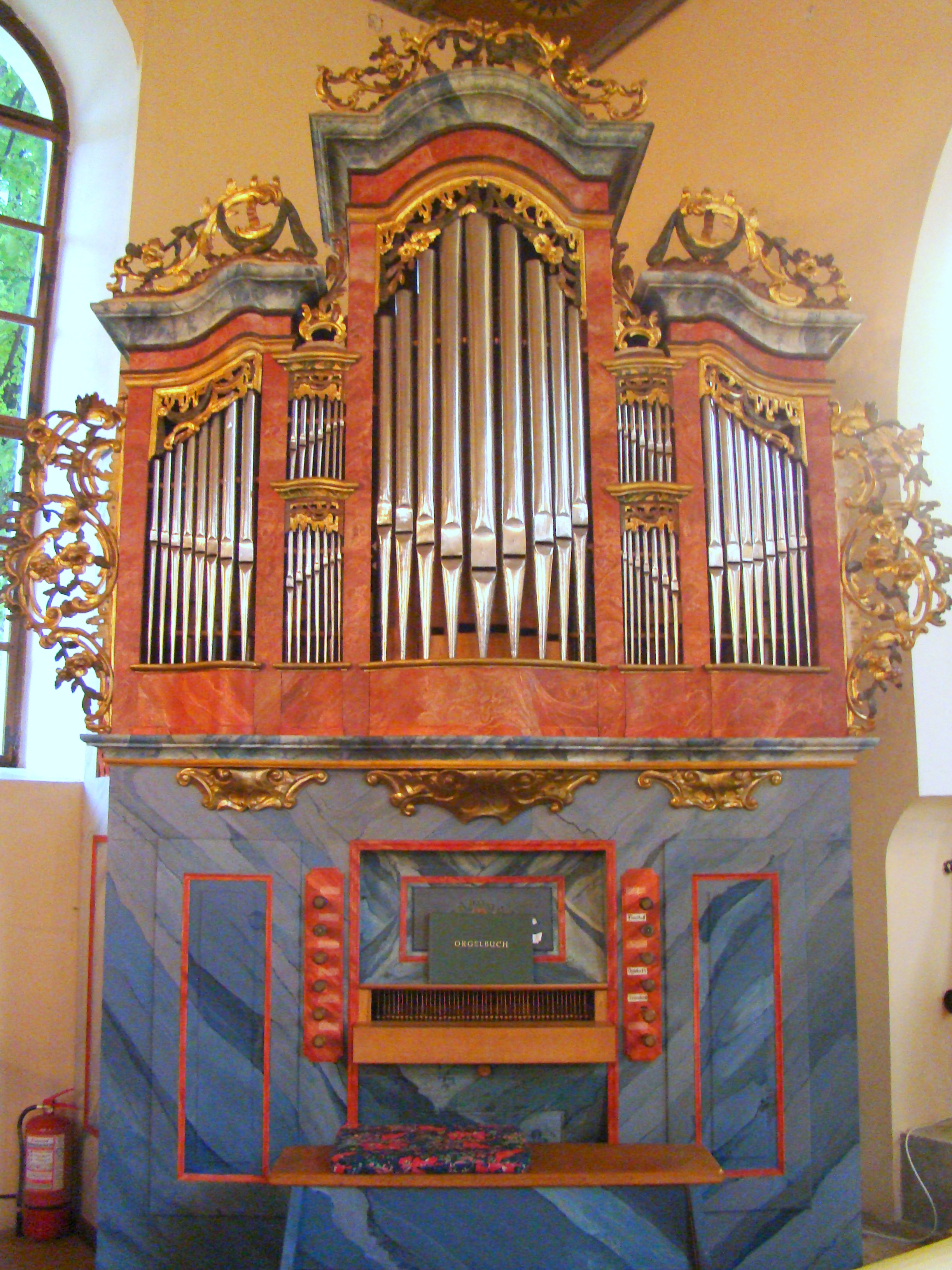
Orga bisericii construită de Johannes Prause în anul 1787
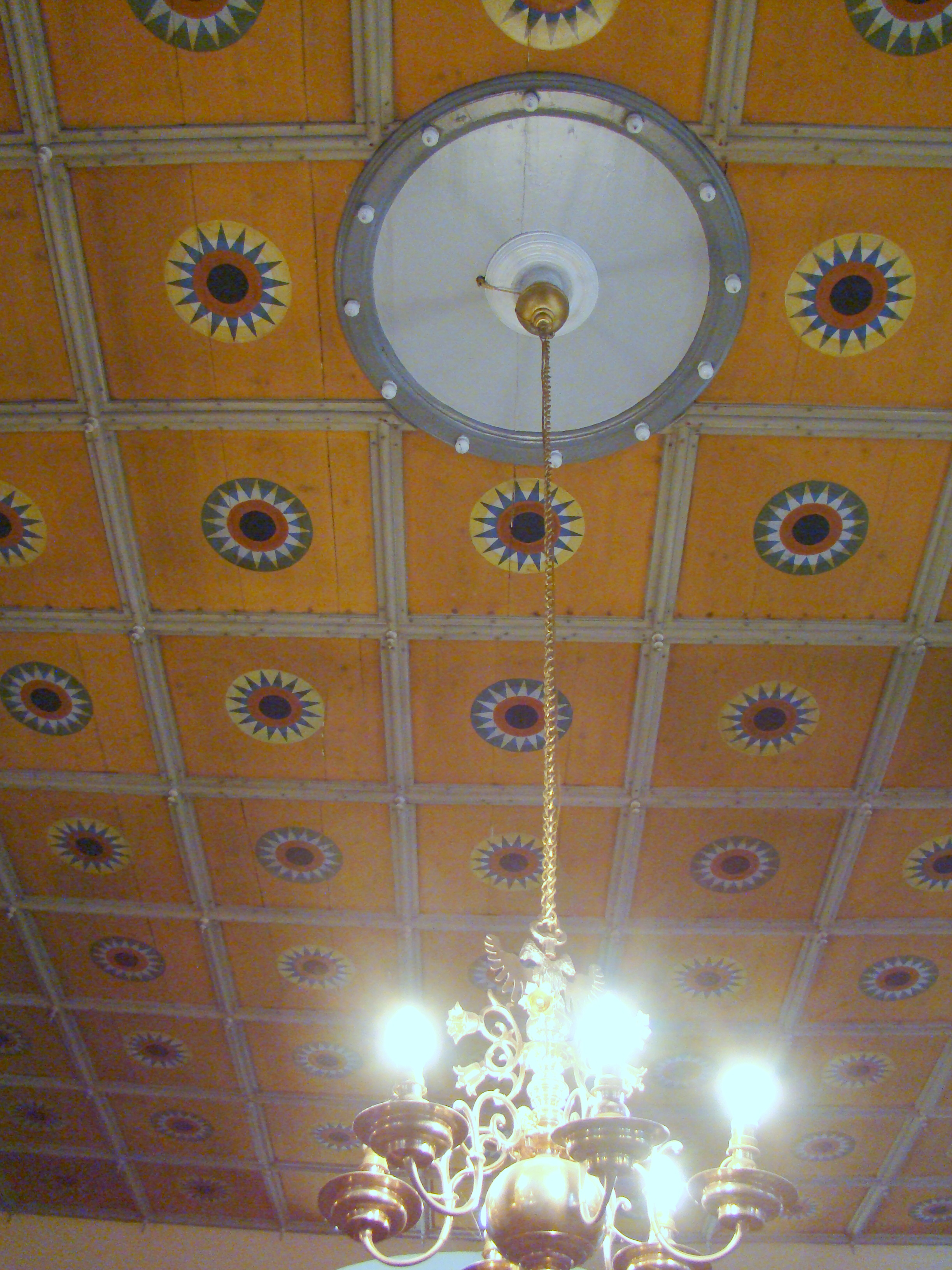
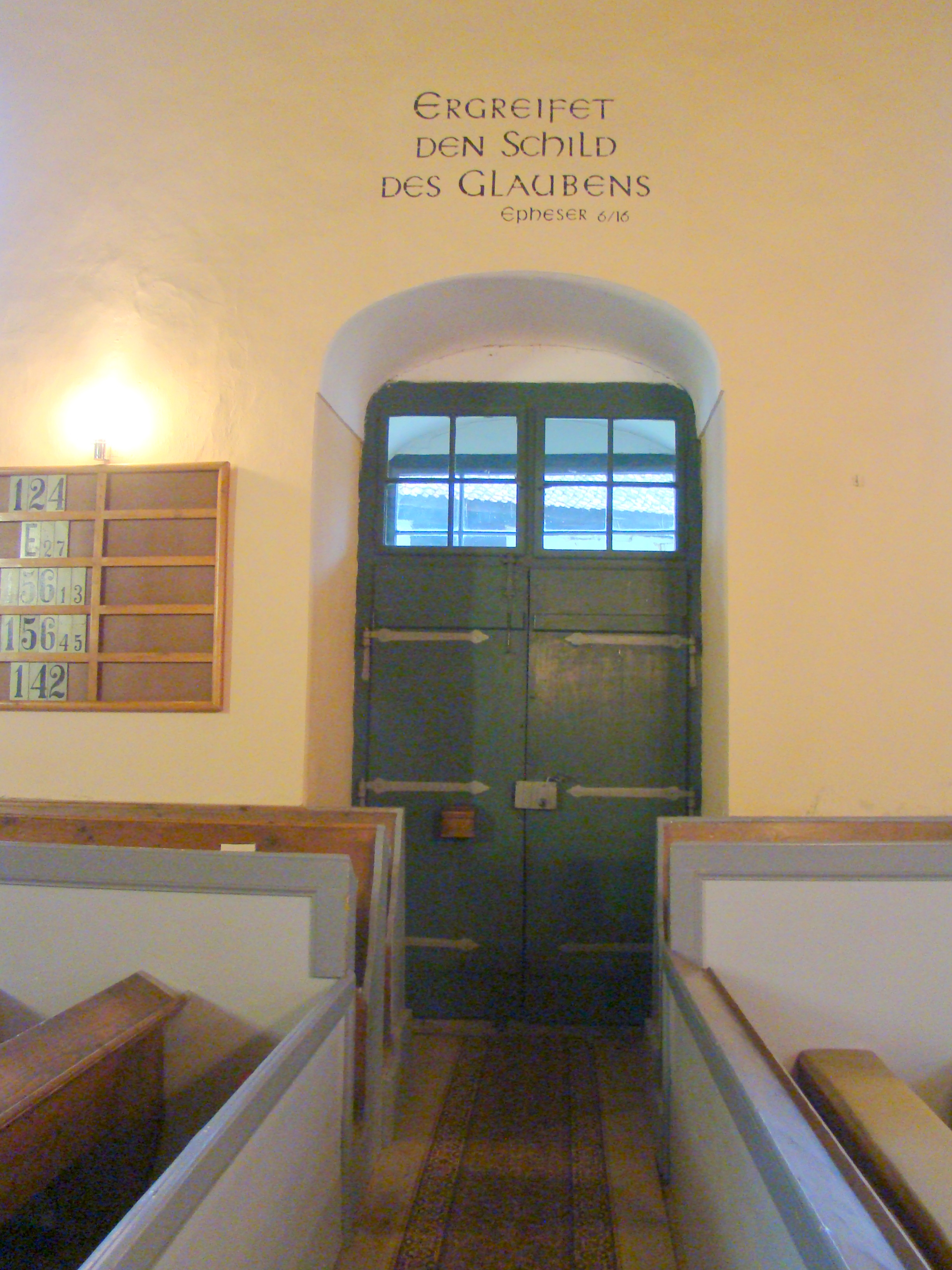